# Geschichte von Görlitz

Görlitzer Stadtwappen

Die dokumentierte Geschichte von Görlitz beginnt 1071 mit der Ersterwähnung als „villa gorelic“ in einer Urkunde Heinrichs IV. Im Einzugsbereich der Lausitzer Neiße um Görlitz finden sich aber Siedlungsspuren, die bis in die Bronzezeit zurückreichen. Im Laufe ihrer Geschichte gehörte die Stadt Görlitz zu den Herrschaftsgebieten Böhmens, Brandenburgs, Sachsens und Preußens.
Durch die Lage an zwei bedeutenden Handelswegen entwickelte sich der Ort von einer im 12. Jahrhundert am Fuß einer böhmischen Burg entstandenen Fernhandelssiedlung zu einer wohlhabenden und überregional bedeutenden Handelsstadt. Eine erste Blüte erlebte sie, wie die von spätgotischen, renaissancezeitlichen und barocken Bauten geprägte Görlitzer Altstadt bis heute zeigt, im ausgehenden Mittelalter und in den ersten frühneuzeitlichen Jahrzehnten.
Mit dem Anschluss an das preußische und sächsische Eisenbahnnetz begann in der Mitte des 19. Jahrhunderts in Görlitz die Industrialisierung. Nach Süden und Westen wurde die mittelalterliche Stadtanlage durch gründerzeitliche Wohn- und Villenviertel erweitert. Den Zweiten Weltkrieg überstand die Stadt in ihrer Bausubstanz nahezu ohne Schäden. Die östlichen Vororte wurden als Zgorzelec Teil Polens.

## Ursprünge der Stadt und Blüte im Mittelalter

### Frühes Mittelalter

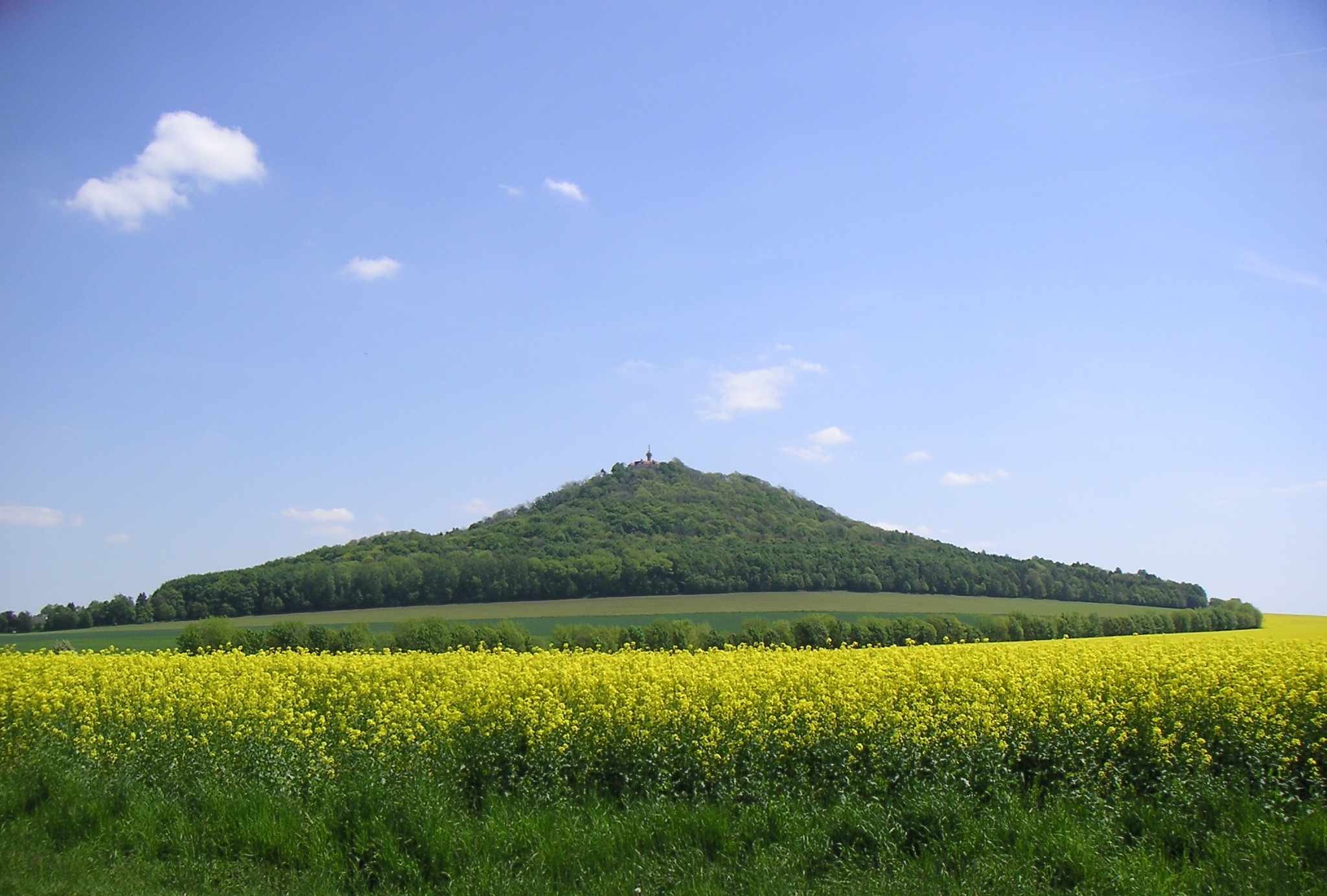
Der Görlitzer Hausberg „Landeskrone“

Nachdem während der Völkerwanderungszeit im 4. und 5. Jahrhundert die germanische Bevölkerung das Gebiet der östlichen Oberlausitz aufgelassen hatte, wurde das Gebiet erst im späten 7. und 8. Jahrhundert von slawischen Gruppen wiederbesiedelt. In der zweiten Hälfte des 9. Jahrhunderts werden in einer schriftlichen Quelle die Besunzane genannt, deren vergleichsweise kleines Siedlungsgebiet vermutlich vom Schwarzen Schöps bis zur Kwisa (Queis) oder Bóbr (Bober) reichte. In den Quellen des 10. und 11. Jahrhunderts wird die Region um Görlitz zum Gau Milska, dem Siedlungsgebiet der Milzener, gezählt. Die zentrale Burganlage lag auf der Landeskrone bei Görlitz. Sie wurde nach jüngsten archäologischen Untersuchungen wahrscheinlich am Ende des 9. Jahrhunderts oder im 10. Jahrhundert angelegt.
Im Verlauf der 960er Jahre unterwarf der Markgraf der Sächsischen Ostmark Gero die Lusitzi und das Gau Selpuli in der Niederlausitz. Erst um 990 konnte Markgraf Ekkehard I. von Meißen die Milzener in der Oberlausitz unterwerfen. Das Gebiet lag jedoch auch im Interessenbereich der piastischen (Polen) und přemyslidischen (Böhmen) Herzöge. Dynastische Interessenkonflikte mündeten zu Beginn des 11. Jahrhunderts schließlich in lang andauernden militärischen Auseinandersetzungen. Im Zusammenhang mit einem Heereszug, den König Heinrich II. im Sommer 1015 gegen Boleslaw I. Chrobry unternahm, wird bei Thietmar von Merseburg auch die Eroberung einer großen urbs Businc durch böhmische Truppen erwähnt. Mit einiger Sicherheit kann diese mit der Befestigungsanlage auf der Landeskrone identifiziert werden. Besonders der Name der unterhalb des Berges liegenden Orte Klein und Groß Biesnitz (um 1300 „Bisencz“) geht wahrscheinlich auf die Bezeichnung Besunzane bzw. Businc zurück. Biesnitz ist heute ein Stadtteil von Görlitz.

### Urkundliche Ersterwähnung und vorstädtische Entwicklung

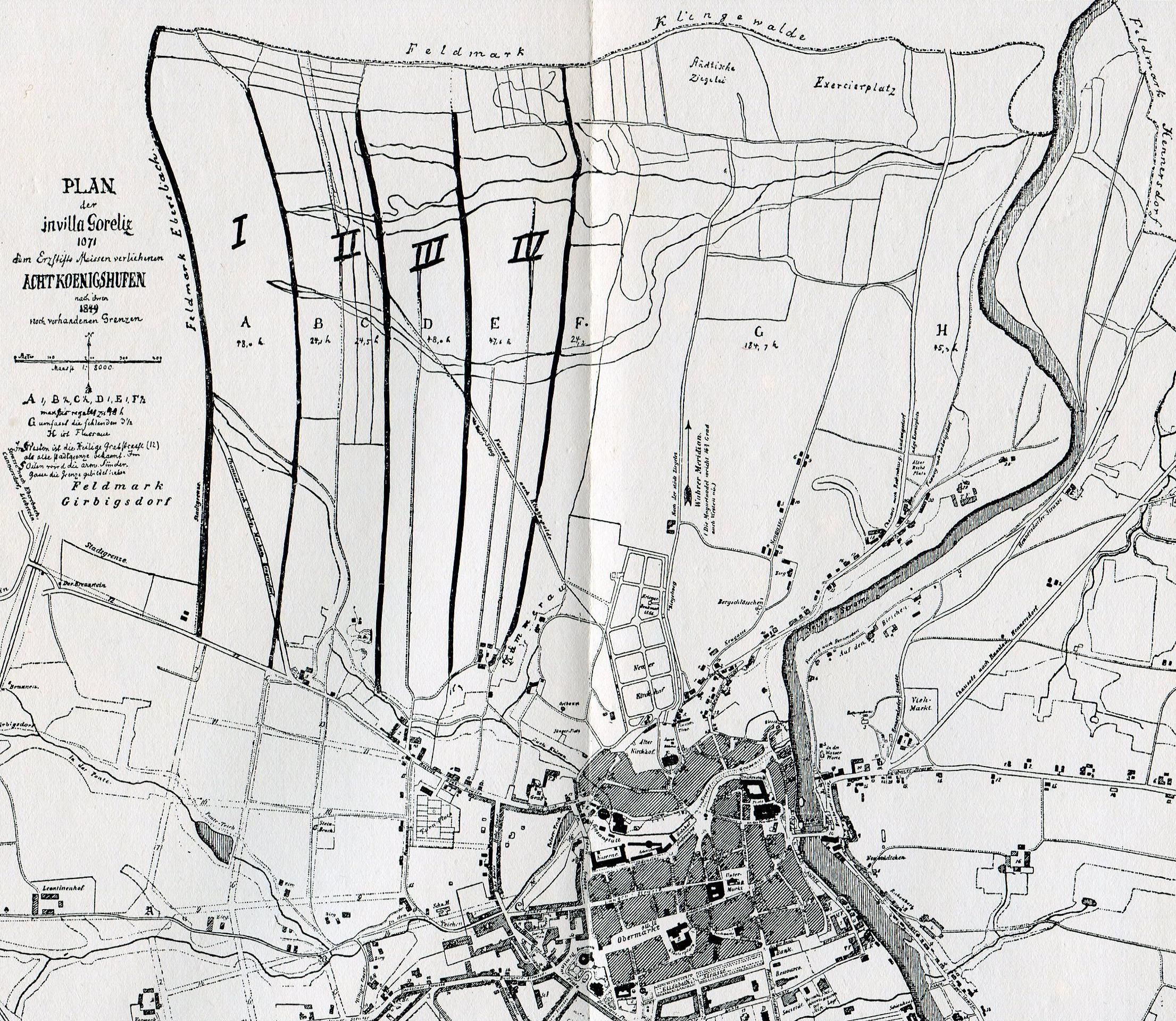
Plan der Königshufen bei Richard Jecht

In einer Urkunde König Heinrichs IV. aus dem Jahr 1071 erscheint schließlich erstmals eine „villa gorelic“ in der schriftlichen Überlieferung. Der altsorbische Name bedeutet ‘Brand-’ oder ‘Rodungsstelle’. Die Nennung steht im Zusammenhang mit der Schenkung von acht Hufen aus den Besitzungen des Königs in der östlichen Oberlausitz an das Meißner Domkapitel. Unklar bleibt, ob es sich dabei um ein Flächenmaß oder um acht Gutshöfe im Bereich der von Joachim Huth als Teil eines königlichen Gutshofkomplexes gedeuteten „villa goreliz“ handelt. Anhand des staufischen Tafelgüterverzeichnisses lässt sich tatsächlich Krongut in der Oberlausitz nachweisen. Erwähnt werden „Melza“ und „Budesin“, die jeweils größere Güterkomplexe darstellen, wobei Melza mit Vorbehalt mit Görlitz gleichgesetzt wird. Als Standort der villa gorelic hat Karlheinz Blaschke das Gebiet der oberen und unteren Brandgasse (1937 umbenannt in Wallstraße) in der Görlitzer Nikolaivorstadt vorgeschlagen. Wenige Jahre nach der Ersterwähnung Görlitz’ kam das Gebiet der heutigen Ober- und Niederlausitz 1075 als Pfand und 1089 schließlich als Reichslehn unter die Herrschaft der böhmischen Herzöge und Könige, die mit Unterbrechungen bis 1635 auch die späteren Stadtherren von Görlitz waren.
Richard Jecht veröffentlichte 1934 eine Karte mit den eingezeichneten ‚Königshufen‘ nach ihren im Jahr 1849 vorhandenen Grenzen. Das Gebiet wird vom Görlitzer Ortsteil Königshufen umfasst.
In den Jahren um 1126 wurde die Burg (munitio) Yzcorelik zusammen mit anderen wichtigen Burgen an der Grenze Böhmens wie Přimda, Tachov und Glatz durch Herzog Soběslav I. ausgebaut, wie der so genannte Vyšehrader Kanoniker in seiner Fortsetzung der Chronica Boemorum des Cosmas von Prag beschreibt. Für das Jahr 1131 wird von einer Neuerrichtung der Burg (castrum) Yzhorelik berichtet. Diese Anlage wird auf dem Gebiet des Vogtshofes unmittelbar westlich des späteren Neißeüberganges der Via Regia vermutet, jedoch erbrachten archäologische Ausgrabungen auf dem Vogtshof keinerlei Spuren, die für eine Besiedlung des Areals vor dem 13. Jahrhundert sprechen. Von 1143 bis 1156 unterstand die Gegend dem wettinischen Markgrafen Konrad I. von Meißen. Sicher ist die Anwesenheit eines böhmischen Vogtes namens Florinus für das Jahr 1238 belegt, der wohl schon auf dem Vogtshof in der nordöstlichen Ecke der Altstadt residierte. Sollte die 1131 erwähnte Burg tatsächlich im Stadtgebiet von Görlitz gelegen haben, so ließe sich auch ein namenskundlicher Bezug zum Hainwald, einer Gasse zwischen Peterskirche und Neißstraße, herstellen, da die Burg nach der Chronik Cosmas auch unter dem Namen Drenow, was so viel wie ‚Walddorf‘ bedeutet, bekannt gewesen sei.
Angelehnt an die dörfliche Siedlung bzw. die böhmische Burg entwickelte sich wohl in der Mitte des 12. Jahrhunderts eine Kaufleutesiedlung. Sie war verkehrsgünstig am Steinweg, der Kreuzung von Via Regia und Neiße-Talrand-Straße gelegen. Mit der Nikolaikirche besaß sie bald auch eine eigene Kirche, vorerst noch der Parochie der Wenzelskirche in Jauernick zugehörig. Mehrere Indizien sprechen dafür, dass die Nikolaivorstadt die eigentliche Keimzelle der Stadt Görlitz war und nicht der Bereich um den Untermarkt. So zeigen die vom Stadtzentrum abgewandte Straßenführung im Nikolaiviertel sowie die enge Parzellierung eine gewisse Selbstständigkeit des Stadtteils. Desgleichen die auf einigen Häusern lastenden Abgaben, insbesondere ein 1413 nachweisbarer Pfefferzins, und die Tatsache, dass die außerhalb der Stadtmauern liegende Nikolaikirche bis ins 15. Jahrhundert die Hauptpfarrkirche der Stadt war. Auch ist nicht anzunehmen, dass der ursprüngliche Verlauf der Via Regia den steilen Aufstieg zur heutigen Altstadt und einen weiteren steilen Abstieg zur heutigen Altstadtbrücke hinab nahm. Vielmehr dürfte sie durch die Lunitzniederung zu einer Furt nördlich von Görlitz, beim ehemaligen Vorwerk Tischbrücke (gegenüber der heutigen Kläranlage), geführt haben. Auch die Wahl des Nikolaus von Myra, des Schutzheiligen der Kaufleute, als Patron der Kirche spricht für eine Kaufleutesiedlung im Lunitztal.

### Entwicklung zur Rechtsstadt

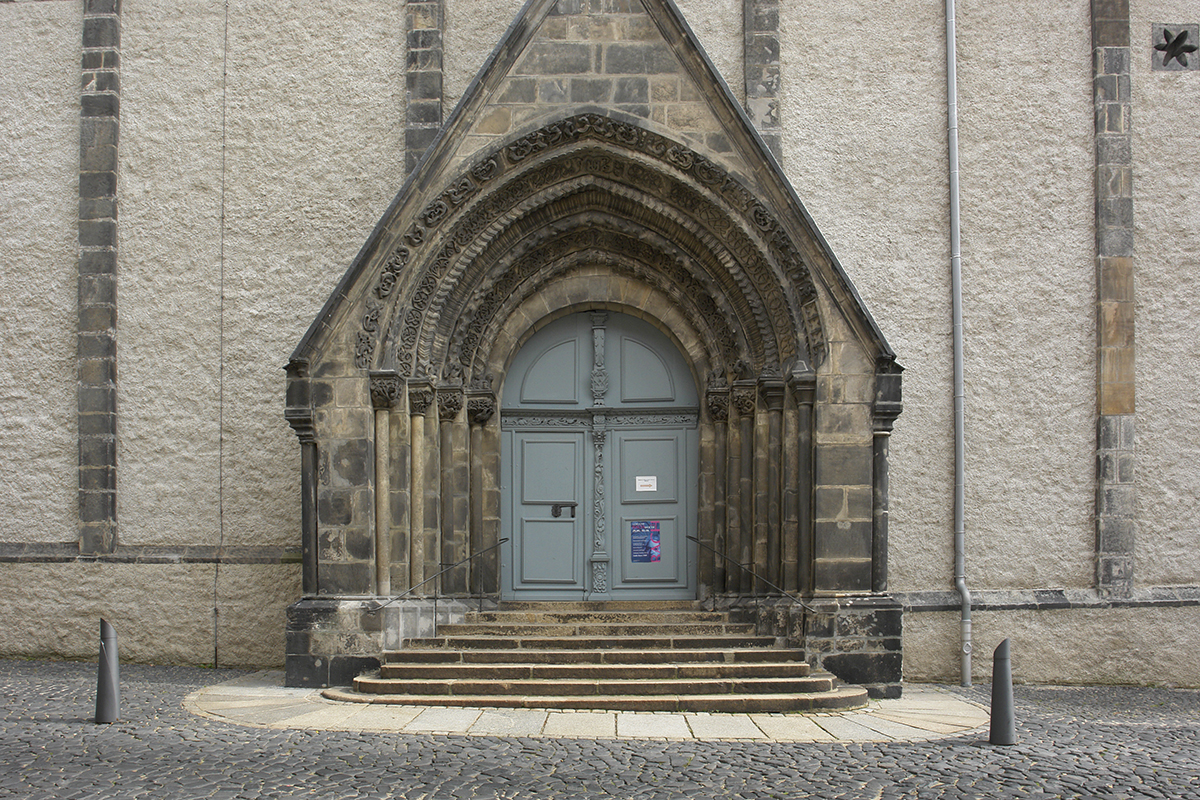
Spätromanisches Hauptportal der Peterskirche

Aus dem Zusammenspiel schriftlicher, archäologischer und namenkundlicher Quellen lässt sich schließen, dass um das Jahr 1200 die Kaufleute aus der vorstädtischen Siedlung im Lunitztal auf die Anhöhe übersiedelten, die heute die Görlitzer Altstadt bildet. Anlass dazu wird wohl, neben der schützenden Lage und der mutmaßlichen Errichtung der Neißebrücke, vor allem die Verleihung städtischer Privilegien gewesen sein, die die Nähe zum herrschaftlichen Vogtssitz, die sie noch bei der Ansiedlung im Lunitztal mieden, nicht mehr als Bedrohung ihrer Freiheit erscheinen ließen. Sie errichteten in Anlehnung an den Vogtssitz eine planmäßige Stadtanlage um den Untermarkt, die sich etwa zwischen Nikolaiturm und Elisabethplatz sowie zwischen Neiße und Brüderstraße erstreckte.

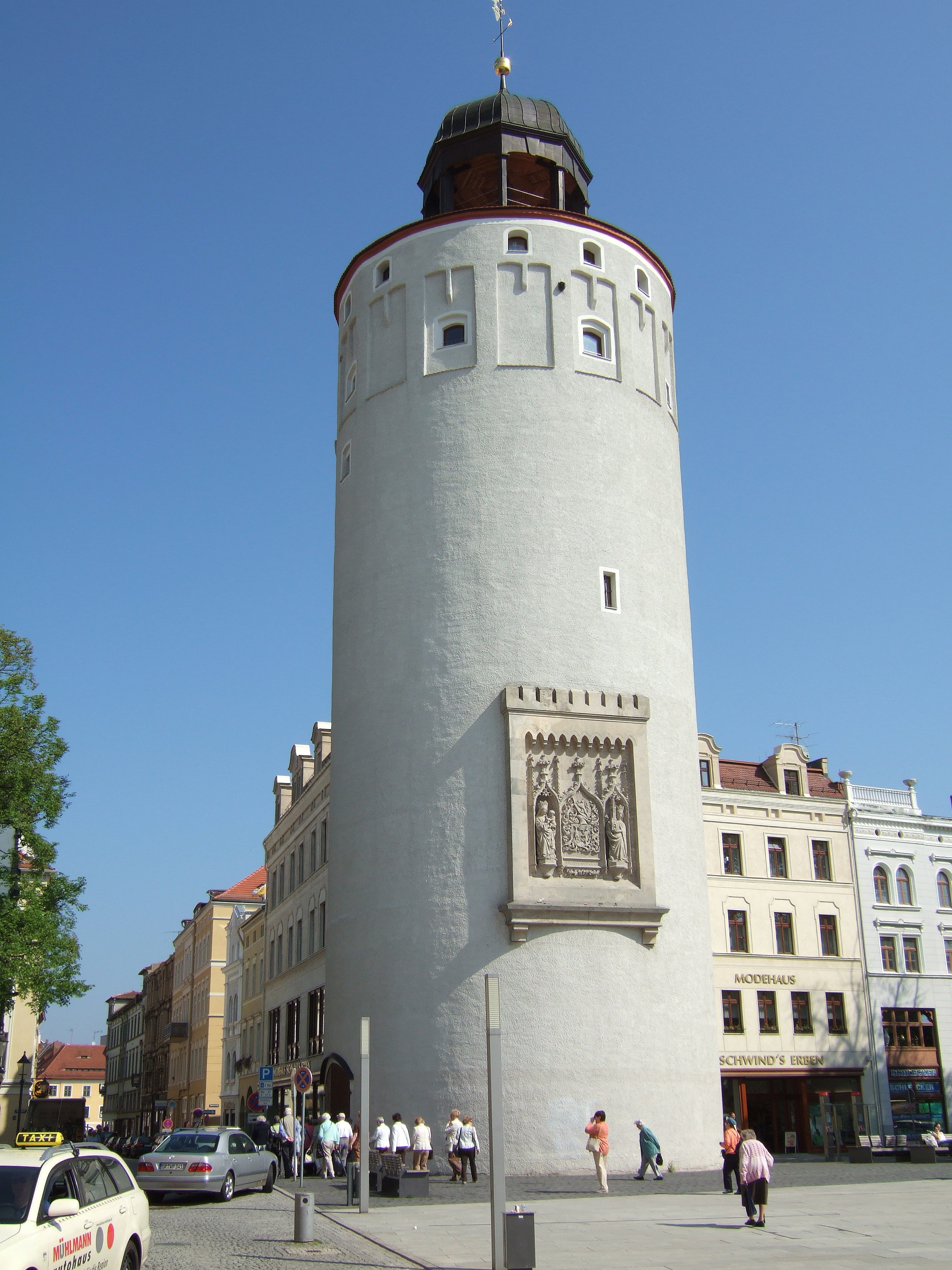
Der Dicke, oder Frauenturm, Teil der historischen Görlitzer Stadtbefestigung

1253 fiel die Oberlausitz an die Askanier, die 1268 die östliche Oberlausitz als Land Görlitz als eigenen Verwaltungs- und Gerichtsbezirk vom Land Bautzen trennten. In der Teilungsurkunde wird Görlitz als civitas bezeichnet, während Bautzen ausdrücklich als castrum et civitas bezeichnet wird. Um die geschaffenen Teile der Oberlausitz gleichwertig erscheinen zu lassen, wurde dem Görlitzer Landesteil extra noch das castrum Landischrone beigegeben. Offenbar gab es in der zweiten Hälfte des 13. Jahrhunderts in Görlitz bereits keine Burg mehr. Denkbar wäre, dass sie bereits vor 1268 von den askanischen Landesherren an die Bürger übergeben und von diesen als „Steinbruch“ für die in dieser Zeit vorgenommene Stadterweiterung verwendet wurde.
Im Jahre 1268 wird eine neu gegründete Görlitzer Münzstätte urkundlich erwähnt, die mit einer von alters her bestehenden Münzstätte Bautzen jährlich abwechselnd prägen soll.
In der Mitte des 13. Jahrhunderts wurde, damals noch vor den Toren der Stadt, ein Franziskanerkloster – die heutige Dreifaltigkeitskirche war dessen Klosterkirche – gegründet. Auch darin zeigt sich, dass die Stadt bereits zu dieser Zeit einen gewissen Wohlstand erreicht hatte. Wenig später wurde die Stadt nach Westen bis zum Reichenbacher Turm und damit fast um das Doppelte erweitert. Für 1298 ist erstmals ein Stadtrat mit einem Bürgermeister, zwölf Ratsherren und vier Schöffen belegt. 1303 fand schließlich die Entwicklung von Görlitz zur Stadt vollen Rechts mit der Verleihung eines an das Magdeburger Recht angelehnten Stadtrechts ihren Abschluss. Zwei Jahre später begannen auch die Aufzeichnungen im ältesten Görlitzer Stadtbuch.

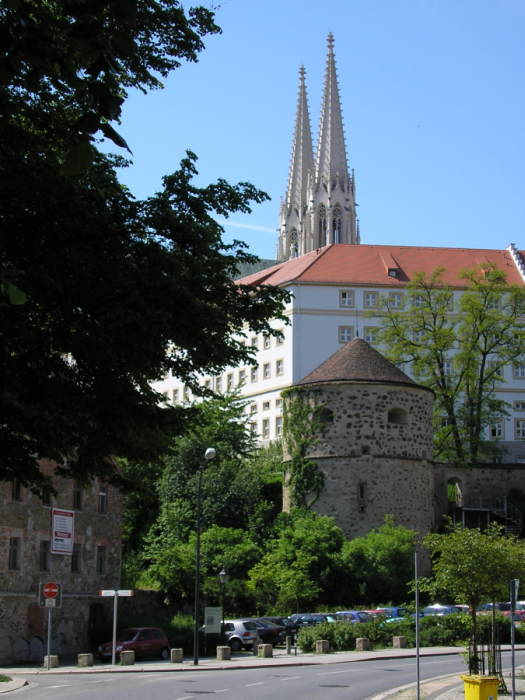
Hotherturm, Vogtshof und die Türme der Peterskirche

### Aufstieg zum Handelszentrum, Zunftkämpfe, Hussiten
Gegen Ende des 13. Jahrhunderts gewann die Görlitzer Tuchweberei überregionale Bedeutung. Parallel dazu wurden Markt- und Durchgangszölle von den Bürgern erworben und teilweise aufgehoben, teilweise der Stadtkasse zugeführt. 1319 bis 1329 gehörte die Stadt dem schlesischen Herzogtum Schweidnitz-Jauer an. 1329 wurde sie vom böhmischen König Johann von Böhmen erworben, der unverzüglich die Privilegien der Stadt Görlitz bestätigte. 1329/1330 erhielten die Görlitzer Bürger vom böhmischen König zusätzlich das Markt- und Münzregal, das Salzstapelrecht sowie Zollfreiheit in allen Ländern der böhmischen Krone zugesprochen; 1339 folgte das Stapelrecht für Waid. Damit wurde die Stadt zum Zentrum des Handels mit dem vor allem in Thüringen angebauten Färberwaid sowie zur bedeutendsten Handelsstadt zwischen Erfurt und Breslau. Die Händler der Waidfuhren von Thüringen nach Schlesien, Polen und Ungarn sahen sich durch den bewaffneten Straßenzwang genötigt, ihren Weg durch Görlitz zu nehmen. Dort kauften die Görlitzer, nachdem sie den Preis geschätzt hatten, den Waid auf. Dies führte zu einer Art Vormachtstellung der Görlitzer in Bezug auf den Waid, woraufhin der Handel in Thüringen aufgegeben wurde. Trotz Protesten der Nachbarstädte erstarkte das Görlitzer Regime. 1344 wurde eine Annäherung an die landesherrliche Gerichtsbarkeit gefunden und die Bürgermeister nicht mehr aus den Reihen der Ratsherren, sondern aus denen der Schöppen ausgewählt. In diesem Jahr sind auch zwei Bürgermeister überliefert: Peter von Königshain und der ihn wohl ablösende vorherige Schöppe Ulmann aus der Münze. 1367 erlangte Görlitz auch noch das Braurecht.
Bereits unter askanischer Herrschaft, in den ersten Jahren des 14. Jahrhunderts, ist eine jüdische Gemeinde – zu dieser Zeit noch sicheres Zeichen des abgeschlossenen Stadtwerdungsprozesses – nachweisbar, die zu den größeren im Einflussbereich der Markgrafen von Brandenburg gezählt haben dürfte. Ihre Ursprünge gehen wahrscheinlich weit ins 13. Jahrhundert zurück. Auch der böhmische König Johann von Luxemburg bestätigte die Ansiedlung der Juden in Görlitz und nahm sie in einer Urkunde unter seinen Schutz. Daraufhin nahm die jüdische Gemeinde eine schnelle Entwicklung. Bereits vor 1344 entstand eine Synagoge, 1346 werden der Gemeindevorsteher Ickel und Salman, ein als „Schulmeister“ bezeichneter Funktionsträger der Gemeinde, dessen Aufgabenbereich noch nicht abschließend geklärt werden konnte, erwähnt.
Am 21. August 1346 wurde der Oberlausitzer Sechsstädtebund durch die Städte Bautzen, Löbau, Zittau, Kamenz, Lauban und Görlitz gegründet, um im Auftrag des Landesherrn, des Königs von Böhmen Karl I., des späteren deutschen Kaisers Karl IV., den Landfrieden zu wahren. Der Bund erhielt dazu diverse landesherrliche Privilegien. Hintergrund dieser Entwicklung ist die schwache Stellung des böhmischen Landesherrn in der Oberlausitz, die den Städten zu einer fast autonomen Stellung innerhalb des böhmischen Lehnsverbandes verhalf. Die Görlitzer Stadtmauer und die Verteidigungsanlagen wurden weiter ausgebaut. Um 1476 besaß die Stadtmauer, deren Reste noch heute erhalten sind, 21 Türme.

Wappen Johanns von Görlitz, des einzigen Herzogs von Görlitz

1377 bis 1396 war die Stadt Zentrum des Herzogtums Görlitz, das Karl IV. für seinen siebenjährigen Sohn Johann schuf, nach dessen Tod 1396 jedoch wieder aufgelöst wurde. Johann gestattete 1389 die Vertreibung der Juden aus Görlitz. Trotzdem stand Görlitz zur Jahrhundertwende im Zenit seiner wirtschaftlichen und politischen Macht, vor allem durch den Handel mit Waid und Tuch. Die Einwohnerzahl lag bei circa 8.000 Personen.
Im Inneren traten dabei immer wieder Spannungen zwischen dem Rat und den Zünften auf, die sich in blutigen Auseinandersetzungen zuspitzten. Görlitz war dabei kein Einzelfall. Im ganzen Heiligen Römischen Reich erhoben sich im Späten Mittelalter Zünfte gegen die vom Patriziat beherrschten Räte, besonders dort, wo die Städte weitgehende Autonomie erlangten und der Rat immer mehr als Obrigkeit auftrat. Eine Besonderheit ist jedoch, dass es den Görlitzer Patriziern gelang, Privilegien und politische Macht fest in den Händen zu behalten, während andernorts oft zumindest eine formale Mitbestimmung der Zünfte durchgesetzt werden konnte.
Den ersten großen Streit zwischen Rat und „Gemeinde“ verzeichnet das Görlitzer Stadtbuch 1326. Hier hatten sich die Zünfte durchgesetzt und die Kaufleute gezwungen, ihre außerhalb der Stadt erworbenen Güter nach dem höheren Geschoss der Stadt zu versteuern. Erneut brachen Unruhen 1347 aus, von denen wir nur wissen, dass erstmals Kaiser Karl IV. persönlich sich einmischte und zur Ruhe aufrief.
Die Forderungen, die die Zünfte bis zum Großen Tuchmacheraufstand von 1527 immer wieder vortrugen, gehen exemplarisch aus einem um 1390 verfassten und in den Annales Sculteti überlieferten Beschwerdebrief an Herzog Johannes von Görlitz hervor:

„[…]
Alle, die do recht thaten zu der stat, dy brüeten und schanckten und treben doby ander narunge und handwergk, was sy kunden ader was sy vormuchten, das sy ire inder dasz zu basz [um so besser] ernerten und eu. gn. das zu basz byzusteyn zu velde ader wo yrs [be]dorfft. Do stunt dy stat bas und lak nicht in so grossen schulden noch so versaczt und vortufft [verschuldet], als nu en der rat den handwergkern dy narunge bunomen hot.
[…]“

„Und [der Rat hat] der gemeinde ny keyn rechenunge ny gegeben han, wo sy is hen tun das gutt, das sy uff dy stat nemen, das do unzellychlichen feyl [preisgegeben] ist, das uwer gn. desz worde wondern, wenn irs erkennt.
[…]“

„Do sy dy stat so swerlich umme vortuffen und vorseczen ba alle der grossen losunge, dy sy nemen und genomen haben von arm und von riech, das kommet, lyber gn. herre, dovon, das sy syczen in dem rate frünt mit fründen und ein swer [Schwiegervater] mit zwen eydem [Schwiegersöhnen]. Dovon dy handwerk swerlich busweret syn, und alle ir alde rech buenommen han, und uwer stat gedrucket wert von dem rate mit iren fründen und ein teyl geherrysch[t] wol 20 jar. Das kysen sy rotlute und gesworen uff allen handwergken, dy weder den rat noch weder das unrecht der stat keins thun, es ensy den myt des rathes willen. Dorunder wert uwer stat vortufet und vorsaczt swerlich, als siczen sy mit fründen in dem rate und gesworen, dy sy kysen uff den handwerkern. Das thu wir eu. gn. kunt. Wyl das, lyber herre, eu. gn. gehat haben, so musse wyrs dulden von eu. gn., so lange das myt ynander vorterben und uwer stat domyt.“

Von ähnlichen Forderungen berichtet auch ein an den Landesherrn und Kaiser Karl IV. adressierter Brief des Rates von 1369. Berichtet wird von einer Versammlung der Zünfte vor dem Bürgermeister und Rat sowie ihren Forderungen nach Einschränkung der Ratsgewalt, Braurecht und anderen wirtschaftlichen Zugeständnissen. Anlass der langjährigen Auseinandersetzungen war die Eroberung und vollständige Niederbrennung des Städtchens Neuhaus (Nowoszów), über das Waid, an der Ablage in Görlitz vorbei, nach Osten transportiert wurde. Für diese Gewalttat war den Städten ein hohes Sühnegeld auferlegt worden, und die Zünfte weigerten sich nun, für eine Politik einzustehen, an der sie keine Teilhabe hatten. Mehrmals wurden Zünfte und Rat beim Kaiser und seinen Statthaltern vorstellig und es scheint, dass diese zeitweilig geneigt war einige Forderungen der Zünfte zu erfüllen, wenn sie auch die Ratskür durch Kooptation bestätigten. Bei einem dieser Besuche jedoch erstach 1372 ein Zünftler den Ratsherrn Frenzel Eisenhut. Der Täter wurde hingerichtet, die Gesandtschaft der Zünfte in die Acht gelegt und die Görlitzer Handwerker, die inzwischen in einer Art Secessio plebis die Stadt verlassen hatten, mussten ihre Rüstungen und Waffen auf dem Rathaus hinterlegen und ein Strafgeld zahlen. Am 17. August 1373 schließlich beurkundete der Kaiser dem Rat seine Vollmacht, „zu bessern, strafen und zu richten“.
Doch nach dem Tod Karls setzte die Bewegung der Zünfte erneut ein. Für 1390 überliefert uns Bartholomäus Scultetus in seinen Annalen den oben in Ausschnitten zitierten Brief der Zünfte an Herzog Johann von Görlitz. Auch hier spielte eine Geldforderung des Landesherrn wohl eine Rolle, ebenso wie in anderen Städten der Oberlausitz bei gleichzeitig ausbrechende Unruhen. Um die geforderte Summe aufzubringen, setzte Johann eine Kommission aus zwei Ratsherren und vier Handwerkern ein, was die Zünfte erneut ermutigte Forderungen zu stellen. Der Stadtherr residierte daraufhin seit Mitte 1390 in der Stadt und setzte sogar den Rat selbst ein. 1393 kam der Rat wegen des Aufruhrs mit den Ständen der Oberlausitz zusammen. 1405 ließ er gar die Handwerkerquartiere durch Ketten absperren, um einen erneuten Aufstand zu unterdrücken. Wegen der Hussitenkriege und der sich anschließenden kriegerischen Auseinandersetzungen flauten die Konflikte zwischen Rat und Zünften schließlich ab, brachen allerdings in der Reformationszeit erneut aus.

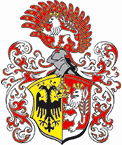
Stadtwappen

Während der Hussitenkriege standen hussitische Heerhaufen im Oktober und November 1429 zweimal, und erneut 1431 und 1432 vor Görlitz und verwüsteten die Vorstädte sowie das Umland. Anders als vor Kamenz, Lauban und Löbau, die von ihnen belagert und erstürmt wurden, wagten sie jedoch keine Belagerung der stark befestigten Stadt, so dass der von den Stadtmauern umschlossene Teil fast unversehrt blieb. Für ihre Verdienste im Krieg, an dem sich die Bürgerschaft auch durch Truppenstellung beteiligte, wurde der Stadt 1433 von Kaiser Sigismund das noch heute gebräuchliche, „verbesserte“ Stadtwappen verliehen. Es beinhaltet den doppelköpfigen schwarzen Reichsadler auf goldenem Grund, den weißen, doppelschwänzigen böhmischen Löwen auf rotem Grund und eine Kaiserkrone, die oben zwischen beiden Wappenhälften abgebildet ist. Im selben Jahr unterbreitete der Kaiser das Angebot, etwa zwölf Juden mit ihren Familien wieder in der Stadt aufzunehmen.
Wenig später aber bedrohte Sigmund von Wartenberg († 1438) am 21. Dezember 1433 die Stadt Zittau, woraufhin Görlitz aufrüstete. Im Oktober des darauffolgenden Jahres plünderte er mit Unterstützung des mit ihm verschworen Görlitzer Adels die Görlitzer Vorstädte, nach 1438 setzten seine Söhne Heinrich und John die Streifzüge fort. Schließlich wehrten sich die Görlitzer unter den Heerführern Urban Emmerich und Nickel Horschel und am 30. November 1440 wurde durch Matthes Pulsnitz, Kaspar von der Leipe und Urban Seyfried ein Friedensvertrag mit denen von Wartenberg abgemacht. Der Friede dauerte aber nicht lange und die Überfälle derer von Wartenberg setzten sich fort. Es dauerte bis 1444, bis die Raubschlösser bei Kamnitz und die wenn auch trotzdem nicht eingenommene Stadt durch einen mit „bedeutenden Vorbereitungen“ unternommenen Angriff von 9.000 Mann entscheidend geschwächt werden konnten, sodass die Stadt und die umliegenden Dörfer sich Jahre nicht erholten.
Nach zwei gescheiterten Versuchen 1332 und 1335 und nach Streitigkeiten mit den Burgherren der Landeskrone, Wenzel von Biberstein und Johann I. von Sagan, der die Burg 1437 kaufte, erwarb die Stadt Görlitz 1440 die Burg mit den Dörfern Kleinbiesnitz, Kunnerwitz und Neundorf für 600 Mark von den Söhnen des inzwischen verstorbenen Johann I. und ließ die alte Burganlage auf Veranlassung des Sechsstädtebundes schleifen. Ab 1447 wurde auf der Landeskrone ein Steinbruch zum Basalt- und Granitabbau betrieben.
Im 15. Jahrhundert war Görlitz nach dem Ableben von Ladislaus Postumus, Herzog von Österreich, aus dem Haus Habsburg, der von 1453 bis 1457 als König von Böhmen regiert hatte, in die Auseinandersetzungen von Kirche und Adel mit dem als Kalixtiner angefeindeten Georg von Podiebrad, König von Böhmen (1458–1471) verwickelt, wobei es – um den drohenden Abfall vom König zu verhindern – 1466/68 zur Görlitzer Pulververschwörung gegen den katholischen Stadtrat kam, die jedoch verraten und niedergeschlagen wurde.
Wegen dieser Spannungen wurden die Verteidigungsanlagen der Stadt verstärkt und von 1467 bis 1489 wieder bis zu 200 Mann auf der Landeskrone stationiert. Auch wurden bis 1477 die Vorstädte durch einen Graben und Palisaden umgeben. Dies geschah, wie auch die Stationierung von Truppen auf der Landeskrone, zum Schutz der Stadt vor den auch in der Oberlausitz und Schlesien geführten Auseinandersetzungen um den böhmischen Thron zwischen dem „Ketzerkönig“ Georg von Podiebrad und Matthias Corvinus, der von Gegnern Podiebrads im Mai 1469 zum (Gegen-)König von Böhmen (1469–1490) gewählt worden war.

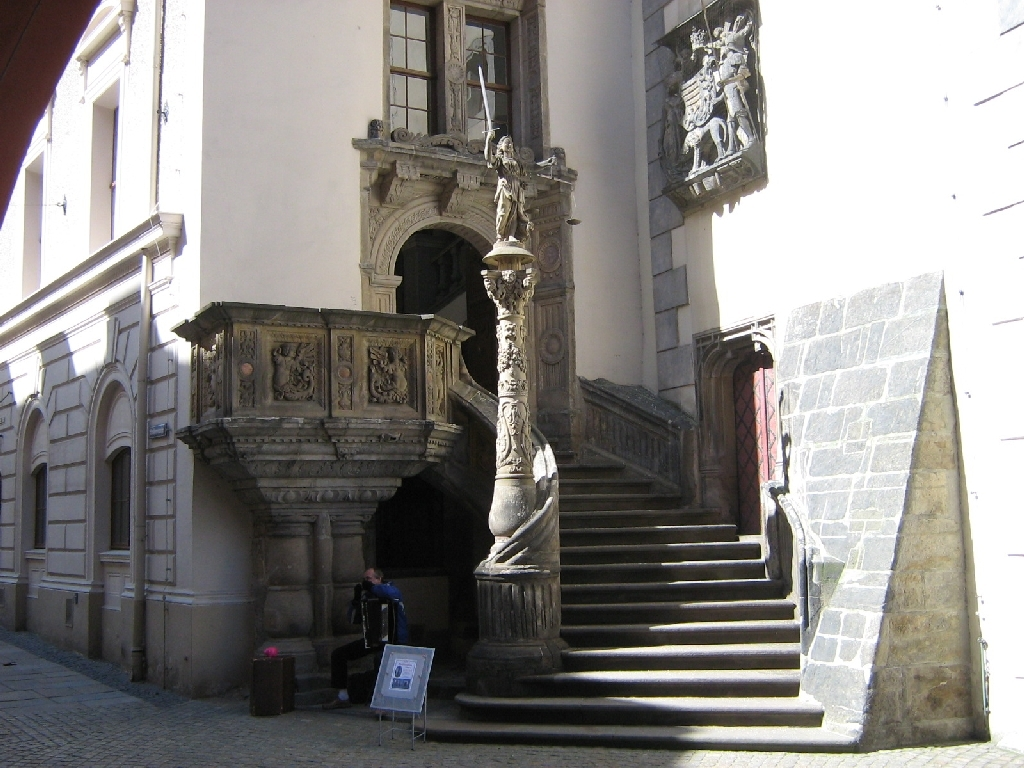
Spätgotisches Portal am Rathaus mit Wappen des ungarischen Königs Matthias Corvinus

In diesem Konflikt hatten sich Görlitz und andere Oberlausitzer Städte und Herrschaften 1467 von dem zum Ketzer erklärten Georg von Podiebrad abgewandt und auf die Seite Matthias Corvinus’ gestellt, der schließlich nach dem Frieden von Olmütz von 1479 bis 1490 Landesherr der Oberlausitz wurde. Die Stadt Görlitz hatte ihn während des Krieges mit Kontingenten unterstützt und war mit den Oberlausitzer Ständen gegen Anhänger Podiebrads in der Oberlausitz und Schlesien ins Feld gezogen. Die bedeutendsten Unternehmungen, an denen Görlitzer Truppen Anteil hatten, dürften wohl die Belagerung und Einnahme Hoyerswerdas sowie der Feldzug gegen Herzog Johann von Sagan gewesen sein. An diese Zeit erinnert das steinerne Wappen Corvinus’ oberhalb der Rathaustreppe als Ausdruck stadtherrschaftlicher Gunst und städtischen Selbstbewusstseins.
1479 brannten das Waidhaus und das Gebäude der Petersgasse 13 durch Blitzschlag ab. Damals wurde die Inschrift „Nil actum credas, cum quid restabit agendum 1479“ am Waidhaus angebracht, welche sich heute am Giebel befindet.
1490 erging an die Bürger der Aufruf, Arbeitskräfte zum Bau eines „Großen Rondells vor dem Budissiner Tore“ bereitzustellen. Der später so genannte Kaisertrutz sollte als vorgelagerte Bastion die verwundbare Stadtmauer vor dem Beschuss feindlicher Artillerie schützen, indem man von ihm deren Feuerstellungen flankierend beschoss. Es handelt sich um die letzte große Modernisierung der Stadtbefestigung. Den späteren Entwicklungen des Festungsbaus mit seinen ausgreifenden und kostspieligen Bastionen und Tenaillen konnte die Stadt nicht mehr folgen, so dass ihre Mauern bereits im Dreißigjährigen Krieg nur noch eingeschränkten Schutz boten.

### Reformation
Über die weit gestreckten Handelsverbindungen der Stadt und die in Wittenberg und anderen Universitäten immatrikulierten Studenten aus Görlitz gelangte bereits 1518 reformatorisches Schrifttum nach Görlitz. Ebenso wurde durch den Rat am 23. Februar 1521 aber auch die päpstliche Bannbulle gegen Martin Luther an das Tor der Peterskirche angeschlagen. Bereits zu Fronleichnam 1520 hatte der Meißner Bischof den Rat vor den Umtrieben der Lutherischen gewarnt, was er in einem Rundbrief vom 24. Februar 1521 nochmals bestärkte. Trotzdem begann in diesem Jahr, während in Görlitz die Pest wütete und die Ratsherren sich auf dem Land in Sicherheit brachten, der Pfarrer Franz Rothbart lutherisch zu predigen. Er brachte damit den katholischen Stadtrat gegen sich auf, vor allem weil seine Predigten als Zündstoff für die schwelenden Auseinandersetzungen zwischen Rat und Zünften wirkten. 1523 musste Rothbart schließlich sein Amt aufgeben und er ging nach Breslau.
Der Nachfolger Rothbarts, Nikolaus Zeidler, der dem Rat vom Bischof empfohlen worden war, wandelte sich jedoch bis zu seinem Amtsantritt ebenfalls zum Vertreter der lutherischen Lehre. Auch hatte der Rat durch sein Vorgehen gegen Rothbart die Görlitzer Zünfte in höchstem Maße gegen sich aufgebracht, so dass er 1525 erneut Franz Rothbart anstellen musste. Das Besetzungsrecht über die Görlitzer Pfarrkirchen hatte der Rat schon 1502 vom böhmischen König, dem Stadtherren erworben. Im Austausch gegen umfangreiche finanzielle Zugeständnisse des Rates, der die Bezahlung der sonst aus der Pfarrpfründe anzustellenden Hilfsgeistlichen übernahm, und dem Zugeständnis nach eigenem Gutdünken predigen zu dürfen, sicherte Rothbart zu, seinen Ton, vor allem gegen den Rat, zu mäßigen und Änderungen in der Liturgie nur in Absprache mit diesem vorzunehmen. Er verpflichtete sich außerdem von seinem Amt zurückzutreten, sollte er heiraten. Am 30. April 1525 hielt Rothbart schließlich vor 200 Gläubigen in der Georgskapelle der Peterskirche die erste evangelische Messe in Görlitz.
Am 27. April 1525 tagte in Görlitz ein Konvent der Pfarrgeistlichen der Erzparochien Görlitz, Reichenbach und Seidenberg und beschloss, fortan weder Abgaben an den Bischof von Meißen zu leisten, noch dessen Gerichtsherrschaft anzuerkennen. Dieser Konvent war bereits vom böhmischen König Johann von Luxemburg im 14. Jahrhundert gestiftet worden, um für die verstorbenen böhmischen Herrscher und Untertanen zweimal jährlich Seelenmessen abzuhalten. Die Tatsache, dass die Priester 1525 keine Seelenmessen lasen und sich zu oben genannten weitreichenden Schritten entschlossen, ist häufig als quasi amtliche Einführung der Reformation in der östlichen Oberlausitz gewertet worden. Wahrscheinlicher ist es aber, dass die Priester, die Wirren der Reformationszeit ausnutzend, lediglich einen seit 1512 bestehenden und offensichtlich nur oberflächlich durch päpstlichen Beschluss entschiedenen Konflikt um die Erhöhung der auf ihnen lastenden bischöflichen Abgaben fortsetzten. Dafür sprechen auch die vielen anwesenden Geistlichen, die sich erst später und zum Teil gar nicht der evangelischen Konfession zuwandten.
Eine ähnliche Fortsetzung älterer Konfliktlinien, angefacht durch die konfessionellen Gegensätze (im Reich kam es zu über 200 städtischen Aufständen allein zwischen 1521 und 1525), stellt der gescheiterte Tuchmacheraufstand von 1527 dar. Der Sage nach stellte ein reuiger Verschwörer die Uhr auf dem so genannten „Mönch“ vor, so dass die Verschwörer zu früh kamen und in die Hände der Wache gerieten. Tatsächlich aber hatten sich die Zünfte am Vorabend der Ratskür am 1. September in der Peterskirche versammelt, um ihre Forderungen an den Rat zu besprechen und sicher auch, um einander den Eid zu leisten, mit dem ein Aufstand gegen die Stadtobrigkeit meist ihren Anfang nahm. Es ging ihnen vor allem um ihre Teilhabe im Rat und die Offenlegung der Stadtfinanzen, verpackt in der Parole einer „cristlichen ordenung, dorjnnen jsz gleich zuginge“, aber eben auch um die Einstellung von lutherischen Predigern und Pfarrern.
Von der Peterskirche wurden ihre Sprecher vor den Rat zitiert und einige, unter dem Vorwand, geheime Räte gebildet zu haben, festgenommen. Daraufhin bildete sich eine kleine Verschwörergruppe, um den Rat mit Gewalt zur Annahme der Forderungen und Freilassung der Gefangenen zu zwingen. Ihr Vorhaben wurde jedoch durch mehrere Bürger dem Rat angezeigt, der am 6. September, wenige Stunden vor dem geplanten Aufstand, das Haus durchsuchen ließ, in dem sie ihre Waffen gelagert hatten. Die Verschwörer wurden, so sie nicht entkamen, hingerichtet, Peter Liebig, dem das besagte Haus gehört hatte, wurde gevierteilt. Noch ein halbes Jahr darauf ließ man das Rathaus durch 100 Söldner bewachen, um jedem erneuten Aufstand vorzubeugen.

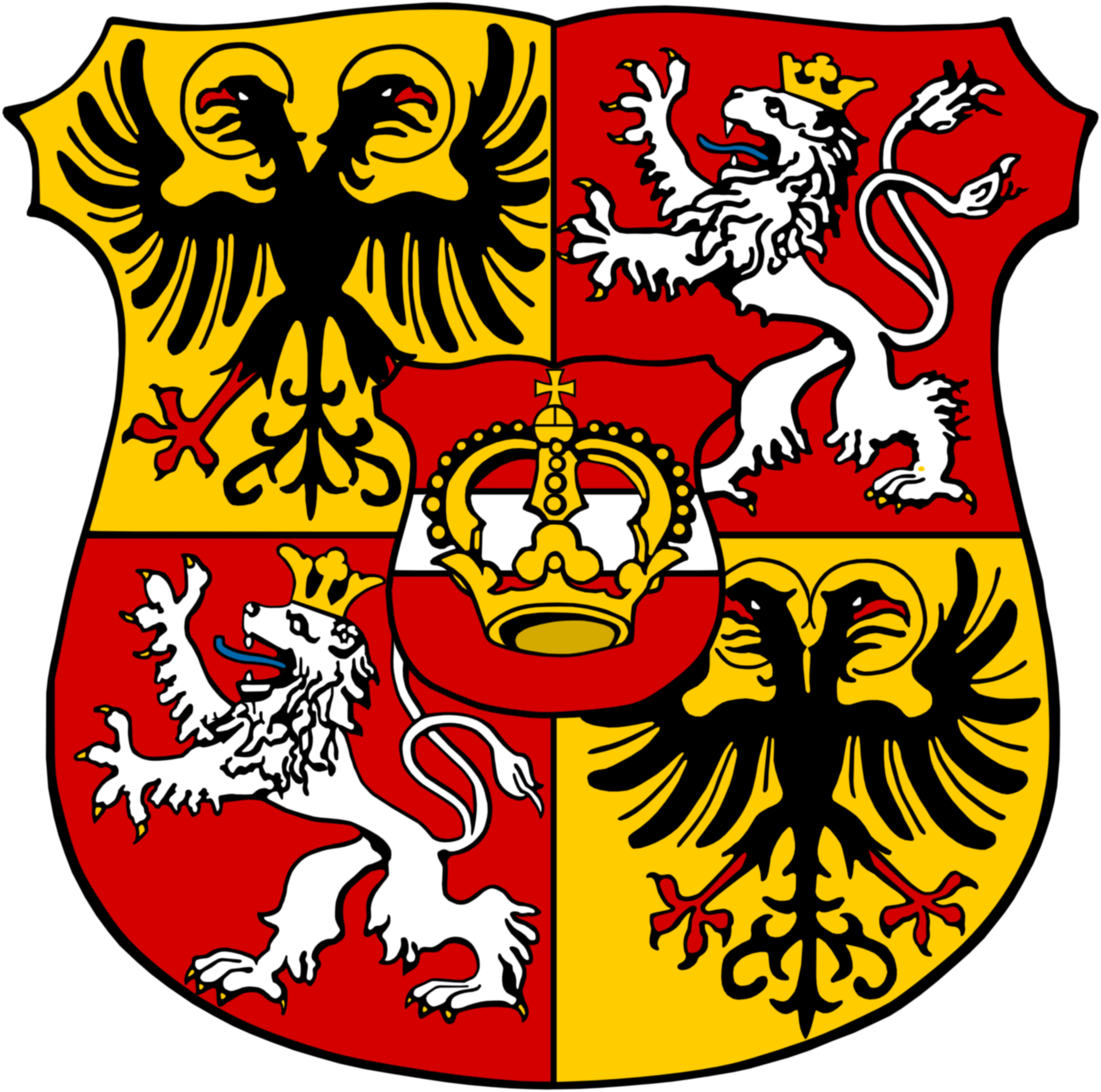
Das 1536 verliehene Wappen war bis 1945 in Gebrauch

Am 2. Oktober 1536 verlieh Kaiser Karl V. durch eine in Genua ausgestellte Urkunde dem „Johannes Haß, Bürgermeister zu Görlitz, adlung und wappen“.
Das Drängen der Zünfte und die immer größere Zahl evangelischer Ratsherren festigte im Laufe der Zeit die Position der Reformation. Als letzter katholischer Görlitzer Bürgermeister starb 1544 Johannes Haß, dem wir eine zeitgenössische Chronik des reformationszeitlichen Görlitz verdanken. Damit war auch die Heirat Franz Rothbarts und seine damit verbundene Aufgabe der Pfarrstelle – einen verheirateten Priester sollte der Rat erst 1545 akzeptieren – kein schwerer Rückschlag mehr für die Evangelischen. Überhaupt entwickelte sich, nicht nur in der Frage der Priesterehe, in Görlitz eine Form der protestantischen Konfession, die zahlreiche Elemente der katholischen Liturgie noch lange beibehielt. Zwar nahm man 1539 ein evangelisches Kirchenbuch an und bildete ein geistliches Ministerium für die Überwachung der Geistlichen, vor allem aber eignete sich die Stadt schon in den 1520er Jahren die umfangreichen Kirchengüter an, man las aber Messe, Epistel und Evangelium in Latein. Wenigstens die letzteren beiden erklärte man danach aber noch auf Deutsch. Das Sanctus wurde bis 1553 lateinisch gesungen und erst 1561 wandelte man die lateinischen Frühmessen in Predigten um.
Derartige Inkonsequenz erklärt sich zum einen aus der zwiespältigen Position des Rates, aber auch durch das Verbot der Visitation durch sächsische Visitatoren, das der Landesherr und spätere Kaiser Ferdinand I. erließ, um die Oberlausitz der Einflussnahme des Herzogs von Sachsen zu entziehen. Bemerkenswert ist es, dass es dem Rat anlässlich des Besuchs Ferdinands I. vom 25. bis 28. Mai 1538 gelang, Görlitz als fest der katholischen Konfession verhaftete Gemeinde zu präsentieren, wie Haß stolz berichtet. Unter der vom Rat inszenierten Oberfläche war Görlitz jedoch längst zum größten Teil evangelisch, ja es begannen sich Strömungen zu entfalten, die über die strikte Bikonfessionalität des Reiches hinausstrebten. So ging der Rat 1539/40 hart gegen „Wiedertäufer“ im Görlitzer Umland vor, während Teile der Bürgerschaft den Schwenkfeldern zuneigten, in deren Tradition noch Jacob Böhme stand. Schließlich brachte ein Philipp Melanchthon zugeneigter Bürgerkreis um Bartholomäus Scultetus und das städtische Gymnasium Görlitz gar in den Ruf, ein cryptocalvinistisches Zentrum zu sein.
Dass nach der Diktion protestantischer Geschichtsschreibung in die Kirchenverhältnisse Ordnung einkehrte, ist wider Erwarten nicht zuletzt das Werk eines katholischen Geistlichen. Nach dem Augsburger Religionsfrieden von 1555 und der Auflösung des Bistums Meißen setzte der Kaiser und Landesherr Ferdinand I. eine apostolische Administration, an Stelle des alten Archidiakonats Bautzen, über die Geistlichen der Oberlausitz ein. Ihr erster Administrator war der Dekan des Bautzener Domstifts Johann Leisentrit, der fortan kirchenrechtlich sowohl für protestantische als auch katholische Geistliche verantwortlich war. Er war es auch, der auf der einen Seite die katholischen Gebiete der beiden Oberlausitzer Zisterzienserinnenklöster und des Bautzener Domstifts beim alten Glauben hielt, auf der anderen Seite aber auch, beeinflusst durch den Toleranzgedanken des Humanismus, für die Einsetzung in Wittenberg ordinierter evangelischer Priester in den protestantischen Gebieten Sorge trug. Zu einer umfassenden Rekatholisierungskampagne durch den katholischen Landesherrn kam es also nicht, denn dieser war zum einen durch die landesständische Verfassung der Oberlausitz gebunden, zum anderen war er auf die Finanzmittel der Stände für die Türkenkriege angewiesen. Maximilian II. sicherte denn auch bereits vor seiner Huldigungsreise zu, den religiösen Status quo in der Oberlausitz nicht anzutasten.
1563 übergab der letzte Mönch der Franziskaner das Kloster der Stadt, mit der Auflage, hier ein Gymnasium einzurichten. Zwei Jahre später wurde das Gymnasium Augustum im ehemaligen Kloster eröffnet.
Görlitz war 1490–1564 von Hexenverfolgung betroffen. Zwei Männer gerieten in Hexenprozesse, das Todesurteil gegen Niklas Weller 1490 wurde aber nicht vollzogen. In Moys gerieten zwei Frauen in einen Hexenprozess.

## Wechselvolle Stadtentwicklung in der Neuzeit

### Verlust der städtischen Rechte, Dreißigjähriger Krieg, Stadtbrände

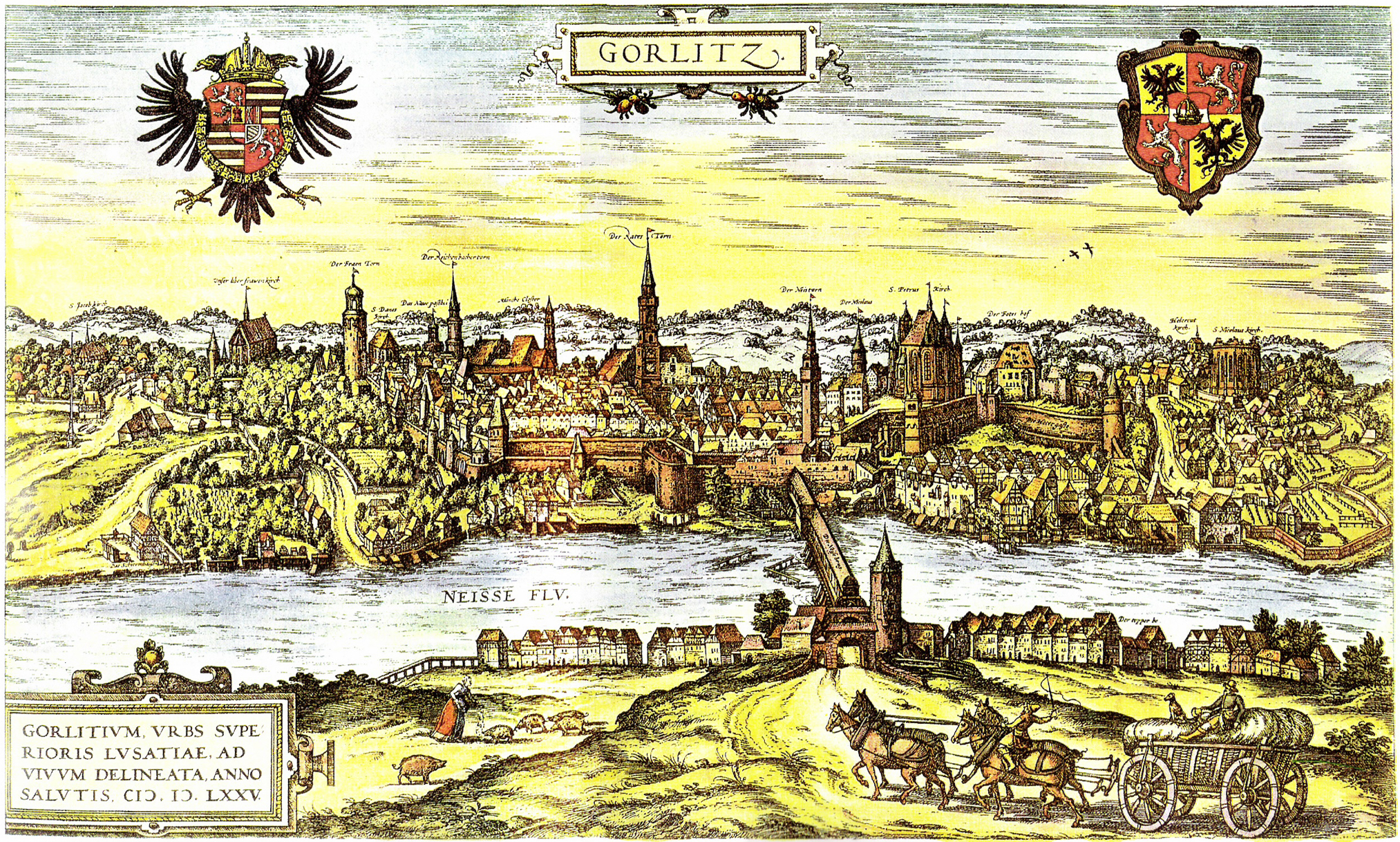
Ansicht der Stadt Görlitz von Osten, 1575

1546 wurde Görlitz, als Mitglied des Schmalkaldischen Bundes, in den Schmalkaldischen Krieg gezogen, worauf es im Jahr 1547 zum Oberlausitzer Pönfall kam. Der böhmische König nahm die unzureichende Unterstützung des Sechsstädtebundes zum Anlass, den im Bund vereinigten Städte einen großen Teil ihrer Besitztümer und Privilegien zu entziehen und belegte die Städte zusätzlich mit hohen Strafsummen. Görlitz verlor die hohe Gerichtsbarkeit in und um die Stadt sowie sämtlichen Landbesitz und die freie Ratskür. Die Stadt wurde zu einer Krondomäne. Jedoch konnten in den folgenden Jahren viele Besitzungen und Privilegien wieder zurückgekauft werden, die Macht der Städte in der Oberlausitzer „Ständerepublik“ war jedoch zugunsten des Landesherren und der großen Adelsgeschlechter verschoben.
Am 30. April 1556 ergriff ein Feuer 40 Häuser in der Nikolaigasse und deren Umgebung, darunter den Vogtshof und den Nikolaiturm.
1565 entstand die erste nachweisbare bildliche Darstellung der Landeskrone; 1568 wurde der Meierhof auf der Landeskrone abgerissen.

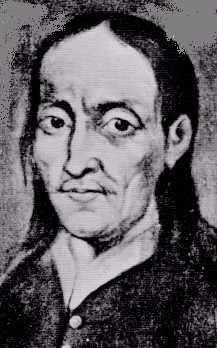
Jakob Böhme (gemalt nach seinem Tode)

In der Görlitzer Druckerei Fritsch erschien 1571 das erste beschreibende Werk über den deutschen Meistergesang. Verfasst wurde es von Adam Puschmann, einem Görlitzer Schneidergesellen, welcher unter anderem Schüler von Hans Sachs war. Der Mathematiker und Geograph Bartholomäus Scultetus gab 1593 die erste Landkarte der Oberlausitz heraus.
1599 wurde Jakob Böhme Bürger von Görlitz. Er veröffentlichte 1612 sein Hauptwerk Aurora oder die Morgenröte im Aufgang. Die darin enthaltenen dialektischen Elemente seiner Mystik machten ihn zu einem Wegbereiter der klassischen deutschen Philosophie und der deutschen Nationalsprache.
Nach dem Prager Fenstersturz, von dem die Oberlausitzer Stände bereits am 30. Mai 1618 unterrichtet wurden, drängten die Sechsstädte zunächst auf Neutralität und wehrten sich gegen die Forderung des Kaisers in der Oberlausitz Truppen aufzustellen, verhandelten aber im Juli bis November mit der Protestantischen Union über die Anerkennung ihrer Privilegien und die Gewährung kirchlicher Selbstbestimmung. Am 16. August 1619 schlossen sie sich schließlich der Protestantischen Union an. Als aber im folgenden Jahr kursächsische Truppen auf Befehl des Kaisers in die Oberlausitz einmarschierten brach der Widerstand schnell zusammen. Auch Görlitz kam nun, zuerst als Pfand für dessen Kriegskosten, an den Kurfürsten von Sachsen Johann Georg I. Nachdem dieser 1630 die Seiten gewechselt hatte, wurde Görlitz am 30. Oktober 1633 von kaiserlichen Truppen unter Wallenstein, der sein Lager in Leopoldshain auf dem östlichen Neißeufer aufgeschlagen hatte, erstürmt und geplündert.

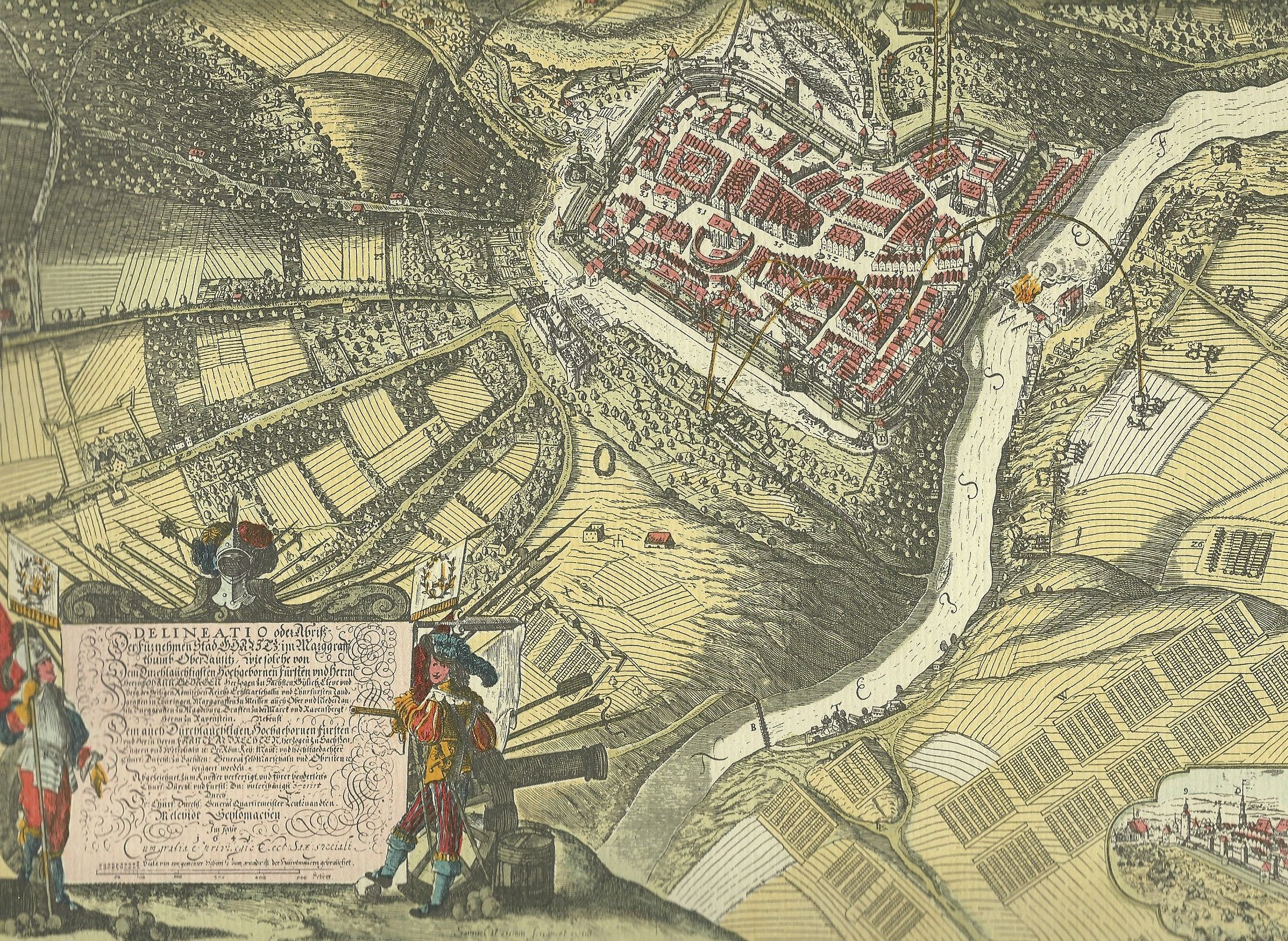
Belagerung und Bombardierung von Görlitz, 1641 (zeitgenössischer Stich)

1635 wurde die Oberlausitz als Entschädigung – Johann Georg I. machte zu diesem Zeitpunkt 72 t Gold Kriegsentschädigung gegen den Kaiser geltend – endgültig als Lehen der böhmischen Krone an das Kurfürstentum Sachsen vergeben. Das Görlitzer Umland blieb jedoch weiterhin ein Kriegsschauplatz. Ab 1639 war die Stadt von schwedischen Truppen unter einem Oberst Wancke besetzt. Als dieser im März vom Anrücken kursächsisch-kaiserlicher Truppen erfuhr, richtete er sich mit seinen 1.300 Soldaten zur Verteidigung ein. Die Vorstädte mit ihren über 800 Häusern wurden „niedergelegt“, die Stadtbefestigung durch weitere Gräben und Palisaden verstärkt und zusätzliche Schießscharten in die Stadtmauern gebrochen. Am 25. Juli 1641 begann die Belagerung der Stadt durch über 10.000 Soldaten mit zahlreicher Artillerie. Ein zeitgenössischer Stich zeigt letztere aufgestellt auf dem Friedhofshügel und dem Töpferberg östlich der Neiße. Ohne eigene Artillerie mussten die schwedischen Truppen nach zehn Wochen die Verteidigung der veralteten Befestigungsanlagen aufgeben und kapitulieren. Ein Rondell am südöstlichen Stadtrand (heute obere Bergstraße), das während der Belagerung besonders hart umkämpft war, behielt von daher den Namen „Schwedischer Fähnrich“.
Zu den Kriegsverwüstungen kam hinzu, dass am 26. August 1642 ein hinter dem Rathaus ausgebrochenes Feuer den nördlichen Teil der Stadt zwischen Peterstraße und Fleischerstraße zerstörte. Auch in der Nikolaivorstadt brannten Häuser und abermals brannte die Nikolaikirche. Letzteres war für die Bewohner der noch weitestgehend zerstörten Vorstädte umso bitterer, als sie dort ihre Habe verwahrt hatten. Insgesamt wurden 85 Häuser zerstört. Fast dasselbe Gebiet wurde am 19. März 1691 wiederum ein Raub der Flammen, nur dass diesmal die Peterskirche brannte, die Nikolaikirche aber verschont blieb, da das Feuer nur den östlichen Teil des Nikolaiviertels und die Hotherstraße erfasste. Da die Vorstädte inzwischen wieder aufgebaut waren, war die Zahl der zerstörten Häuser mit etwa 200 deutlich höher. Zusammen mit einem weiteren Brand 1717, der sich, in der Peterstraße ausgebrochen, nach Westen bis an das Heilige Grab ausbreitete, sind diese dafür verantwortlich, dass vor allem der nördliche Teil der Görlitzer Altstadt hauptsächlich vom Barockstil geprägt ist.

### Görlitz als Teil des Kurfürstentums Sachsen

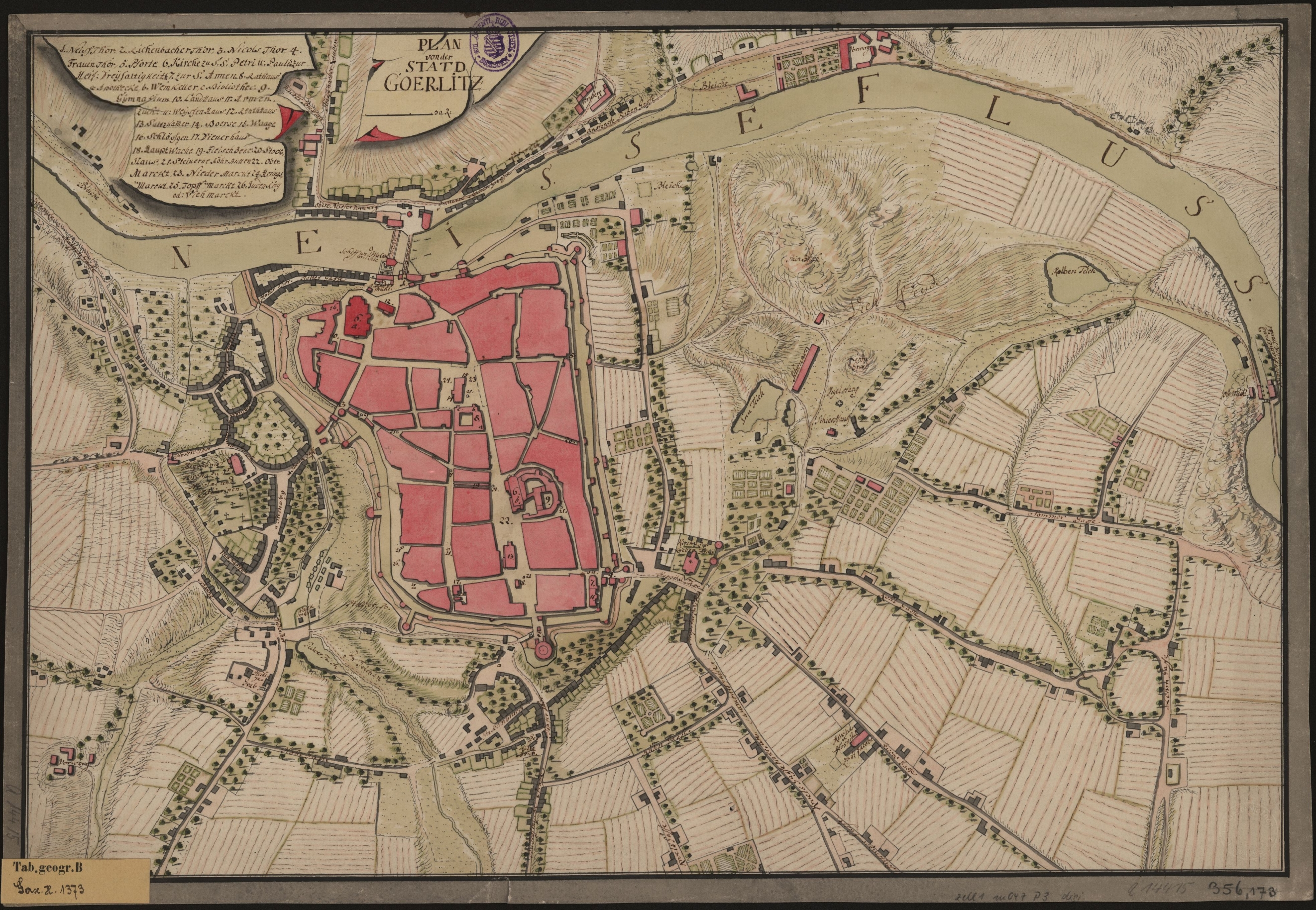
Karte der Stadt Görlitz und ihrer Vororte um 1750

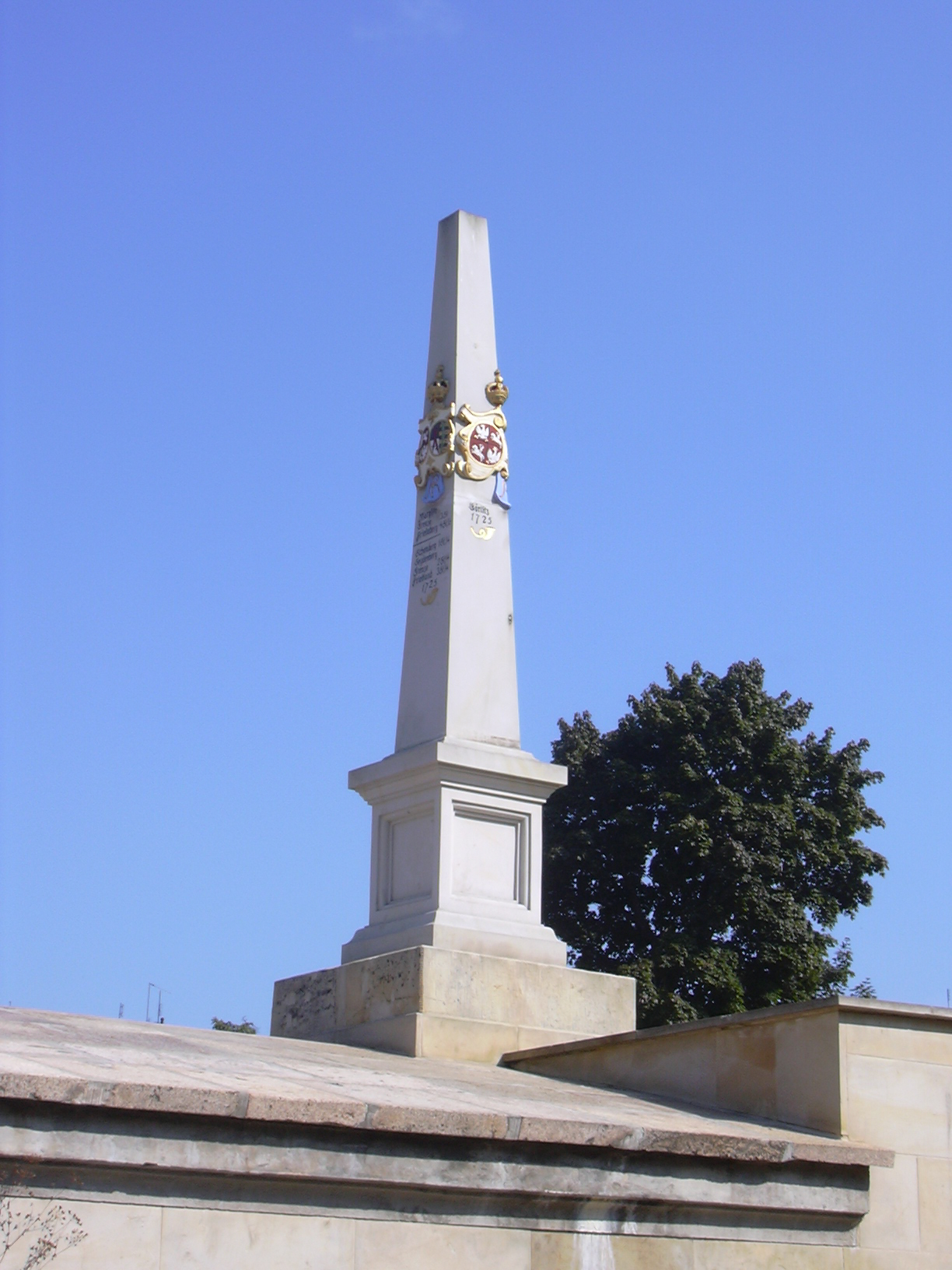
Kopie der sächsischen Postmeilensäule auf seinem historischen Standort, dem heutigen Zgorzelecer Postplatz

Unter dem Titel Lausitzische Merkwürdigkeiten veröffentlichte 1714 der Gymnasialdirektor Samuel Grosser die Geschichte der Oberlausitz in deutscher Sprache.
Görlitz wurde durch zwei weitere Stadtbrände am 31. Juli 1717 und am 30. April 1726 erneut verwüstet. Beim Stadtbrand 1717 waren sogar 403 und 1726 abermals 164 Häuser betroffen. Am 5. September 1759 brannten die Hinterhäuser der Brüderstraße 8, 9 und 10, die gesamte Bäckergasse sowie die halbe Krischelstraße ab. Ein weiterer großer Stadtbrand konnte verhindert werden, doch 48 Jahre später, 1807, wurde Görlitz erneut von einem Feuer verwüstet.
Am 7. September 1757 kam es während des Siebenjährigen Krieges südöstlich des Stadtgebietes zur Schlacht bei Moys zwischen Preußen und Österreich.
Dennoch hielt die Stadt Anschluss an die wissenschaftliche Entwicklung. 1779 wurde die Oberlausitzische Gesellschaft der Wissenschaften zu Görlitz durch Karl Gottlob von Anton und Adolf Traugott von Gersdorf gegründet. Am 10. April 1811 wurde eine Ornithologische Gesellschaft zu Görlitz im Vereinslokal „Blauer Löwe“ am Obermarkt gegründet.
Auch eine örtliche Presse entstand. Dr. Rothe gab 1799 die erste Nummer des „Görlitzer Anzeigers“ heraus. Die Zeitung erschien jeden Donnerstag. 1803–1814 wechselte mit dem Redakteur auch der Name zu „Neuer Görlitzer Anzeiger“. Herausgegeben wurde dieser von der Buchhandlung Schirach in der Brüdergasse 5.
1787 wurde die erste öffentliche, mit Öl betriebene, Straßenlaterne in der Stadt aufgestellt. Auch der Kaisertrutz erhielt „moderne“ Ölbeleuchtung neben der noch verbleibenden Kerzenbeleuchtung.
Auf dem Gipfel der Landeskrone wurde 1782 eine hölzerne Schutzhütte angelegt. 1796 folgte der kleine Aussichtsturm.
Am 17. Juli 1807 besuchte Napoleon zum ersten Mal die Stadt, erneut am 29. Mai 1812, auf dem Zug nach Russland. Am 13. Dezember eilte er unerkannt im Schlitten auf der Fahrt nach Frankreich durch die Stadt. Am 20. April 1813 zog Kaiser Alexander I. von Russland in Görlitz ein. Sein Verbündeter, König Friedrich Wilhelm III. von Preußen, folgte am 23. April.
Vom 23. bis 25. Mai sowie vom 18. bis 20. August befand sich das französische Hauptquartier auf dem Obermarkt 29.
Zu dieser Zeit zählte Görlitz 8.600 Einwohner und 1.100 Häuser.

## Preußische Zeit seit 1815

### Bevölkerungsanstieg, Vereinswesen und Militarisierung

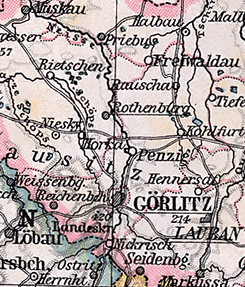
Ausschnitt einer Karte der Provinz Niederschlesien

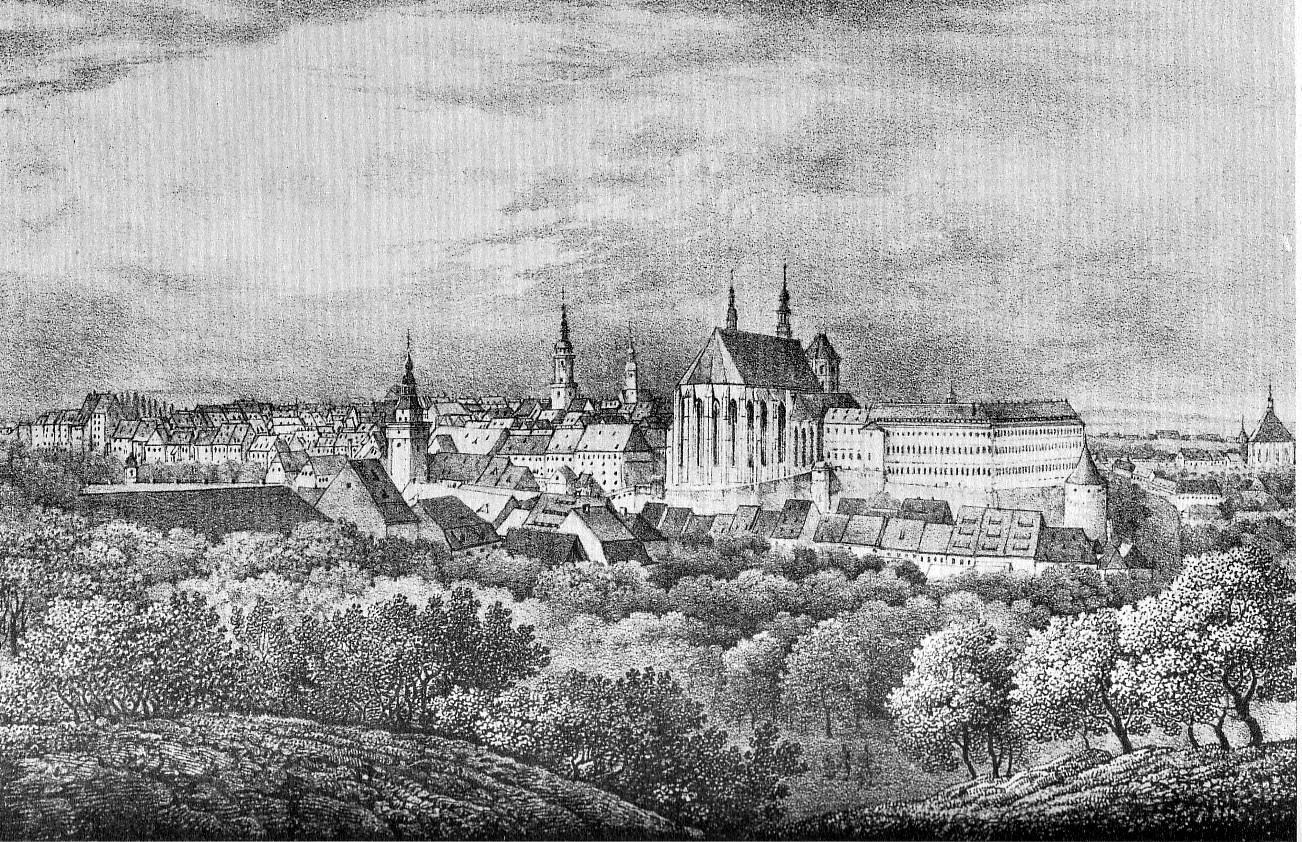
Ansicht um 1850

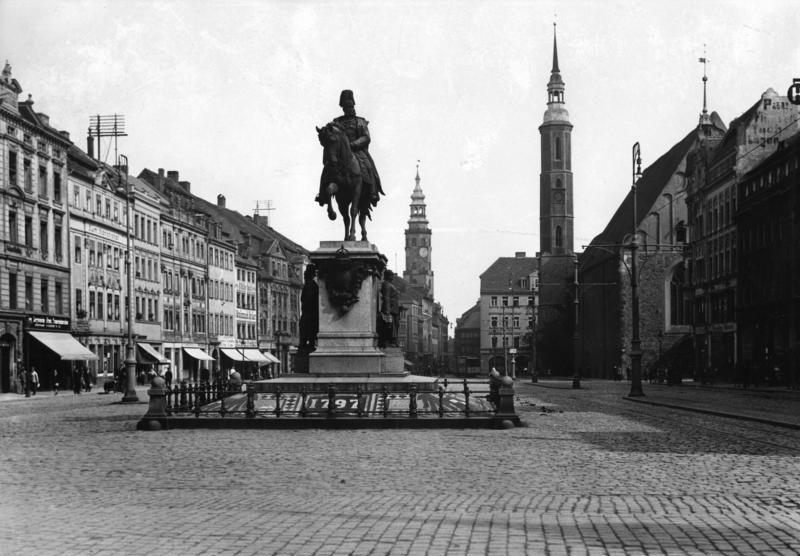
Obermarkt mit Kaiser-Wilhelm-Denkmal

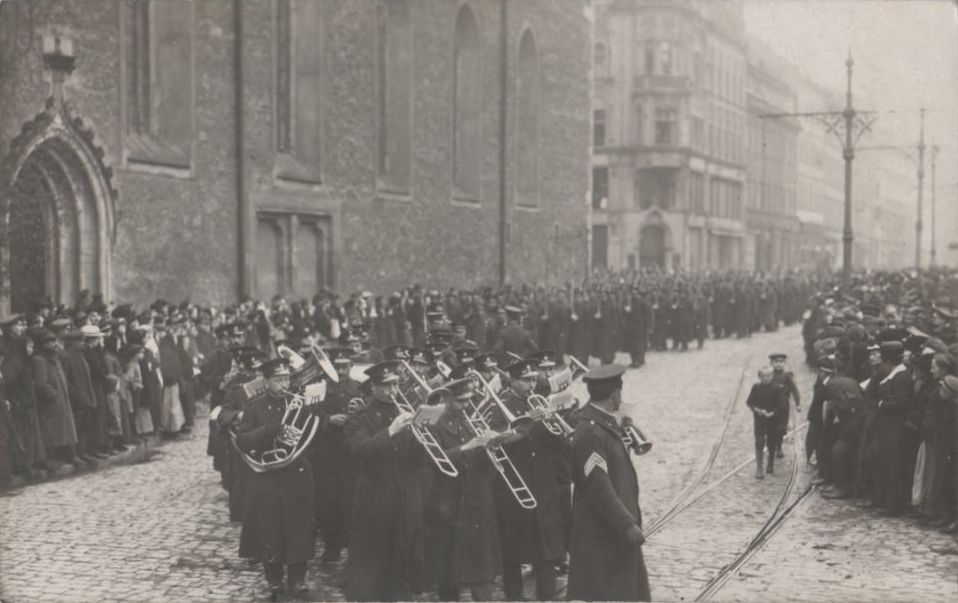
Unter reger Bevölkerungsbeteiligung marschierte das 4. griechische Korps über den Obermarkt

Durch den Wiener Kongress wurden 1815 Görlitz und ein Teil der Oberlausitz dem Staat Preußen zugeschlagen, der Oberlausitzer Sechsstädtebund hörte auf zu bestehen. Im darauffolgenden Jahr wurde der Landkreis Görlitz in der Provinz Schlesien gebildet.
Die Zugehörigkeit zu Preußen hatte entscheidenden Einfluss auf die politische und gesellschaftliche Entwicklung der Stadt. Am 22. Juni 1832 fanden, entsprechend den Stein-Hardenbergischen Reformen, die ersten Wahlen zur Stadtverordnetenversammlung statt und ein Jahr später wurde die preußische Städteordnung eingeführt. Oberbürgermeister wurde Gottlob Ludwig Demiani (1833 bis 1846). 1848 entstand der Turn- und Rettungsverein. Damit war Görlitz die vierte preußische Stadt mit einer Freiwilligen Feuerwehr. Im Jahr 1868 gründete sich eine Görlitzer Ortsgruppe des Allgemeinen Deutschen Arbeitervereins und Am 3. Oktober 1895 sprach August Bebel, der Begründer der deutschen Sozialdemokratie, im Konzerthaus.
Am 1. Oktober 1873 wurden Stadt- und Landkreis getrennt. Görlitz wurde damit zur kreisfreien Stadt. 1871 zählte sie 42.732 und 1880 50.147 Einwohner. Danach stieg die Einwohnerzahl der Stadt noch einmal stark an: 1895 hatte die Stadt 70.173 Einwohner, 1910 bereits 85.742.
Mit der Zugehörigkeit zu Preußen trat auch das Judenedikt von 1812 in Kraft und es siedelten sich wieder Juden in der Stadt an. 1850 lebten in Görlitz bereits 100 Juden, die meisten davon als Einzelhändler. Es wurde ein jüdischer Friedhof angelegt und 1853 zwischen Langenstraße und Obermarkt eine erste Synagoge eingeweiht, die 1870 nach einem Umbau erneut geweiht wurde. 1890 verzeichnete die Gemeinde bereits wieder 643 Juden, viele von ihnen Fabrikanten, Kaufleute, Juristen und Ärzte. Am 7. März 1911 wurde die neue Synagoge mit eindrucksvollen Jugendstilformen eingeweiht.
Gleichzeitig zeigte sich eine stärkere Militarisierung, nachdem 1830 Görlitz Garnisonsstadt wurde. Sie lag strategisch günstig in der Nähe der österreichischen und der sächsischen Grenze (siehe Kartenausschnitt).
Der städtische Magistrat beschloss eine weitgehende Abtragung der Stadtbefestigung. Dem Abriss fielen zum Beispiel auch der markante Neißeturm, der auf der alten Ansicht von 1575 direkt an der Neiße steht, zum Opfer. Der Kaisertrutz blieb als eines der wenigen Bestandteile der Stadtmauer verschont. Er diente nach einem Umbau ab 1850 der Garnison als Hauptwache, Arrestlokal und als Depot der Kriegsausrüstung. Die eigenmächtige Entscheidung des städtischen Magistrats unter Bürgermeister Jochmann brachte der Stadt eine schwere Rüge des preußischen Kriegsministeriums ein, da die Stadt nach Meinung des Ministeriums einen Verteidigungsverlust erlitten hatte. Die Stadt wurde zur Strafe zum Bau einer Kaserne für 600 Mann Besatzung verpflichtet.
Mit der Fertigstellung der „Jägerkaserne“ 1859 bezogen am 30. April desselben Jahres die vorher in Privatquartieren wohnenden Soldaten des 1. Schlesischen Jäger-Bataillons Nr. 5 diese. Dieses Bataillon zog auch als erstes preußisches 1830 in die Stadt ein. Es war unter anderem auch im Deutschen Krieg 1866 bei der Schlacht bei Königgrätz beteiligt. Prinz Friedrich Karl von Preußen, der Führer der I. Armee im Deutschen Krieg, schlug vom 13. bis 22. Juni 1866 sein Hauptquartier in Görlitz auf.
Am 4. August 1870 während des Deutsch-Französischen Krieges erbeutete das in Görlitz stationierte Jäger-Bataillon die erste Kanone der Franzosen. Diese wurde 1874 zwischen Kaisertrutz und Theater aufgestellt. Ein Jahr nach dieser Eroberung, am 2. Juni 1871, kehrte das Jägerbataillon aus dem Krieg zurück. Zu großen Ehren kam die Kanone zur Kaiserparade auf dem Obermarkt. Diese fand anlässlich des ersten Besuches von Wilhelm II. am 18. Mai 1893 statt. An diesem Tag wurde in seinem Beisein auch das Reiterstandbild Kaiser Wilhelm I., welcher am 14. September 1882 Görlitz besucht hatte, auf dem Obermarkt enthüllt. Schon im September 1896 hielt Kaiser Wilhelm II. anlässlich des Kaisermanövers wieder in Görlitz auf. Sein wohl bekanntester Gast war Zar Nikolaus II. Die Stadt übernahm während der Truppenübung des V. Armeekorps die Beherbergung der internationalen Manövergäste und der über 11.000 Mann starken Truppen. Dies kostete die Stadt eine Summe von 50.000 Mark. Der Kaiser verlieh dabei dem Görlitzer Oberbürgermeister das Recht, eine Amtskette zu tragen. Seinen letzten Besuch stattete das damalige Staatsoberhaupt der Stadt am 28. November 1902 zur Eröffnung der Oberlausitzer Gedenkhalle („Ruhmeshalle“) ab.
Mit der Mobilisierung der deutschen Truppen für die Schlachten des folgenden Ersten Weltkriegs wurden auch die Truppen in der Garnison Görlitz an die Front befohlen. Am 6. August 1914 marschierte das Regiment unter großen Jubelrufen der Bevölkerung geschlossen über die Berliner Straße zum Bahnhof. Auch der Landsturm verließ am 9. August die Stadt. Kurz nach dem Beginn des Ersten Weltkrieges kamen die ersten russischen Kriegsgefangenen in ein neu eingerichtetes Kriegsgefangenenlager östlich der Neiße. Den russischen Gefangenen folgten bald Engländer, Franzosen und sogar Araber. Ein Kuriosum ist die Internierung des 4. griechischen Armeekorps zwischen 1916 und 1919. Die 6500 Soldaten wurden von der mazedonischen Front abgeschoben und in Görlitz interniert, was einmalig in Deutschland war. Danach wurden über 200 Soldaten in der Stadt ansässig und gründeten Familien.

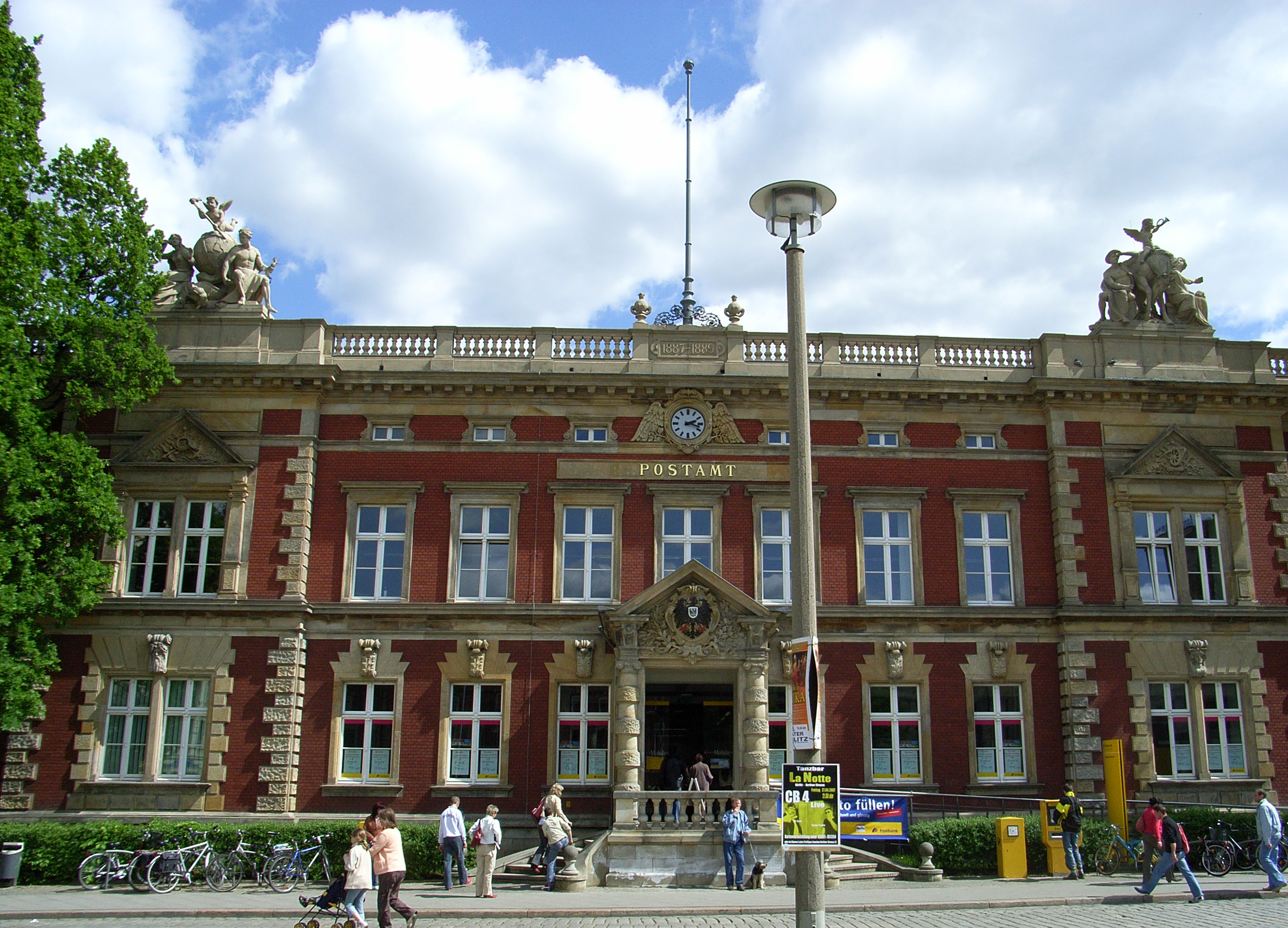
Postgebäude Postplatz 1 (Baujahr 1897–1899)

Zahlreiche öffentliche Gebäude wurden neu errichtet, so zum Beispiel das königliche Kreisgericht. Es erhielt am Postplatz ein neues Gebäude. Ein weiteres Beispiel ebenfalls auf dem Postplatz ist das Postamt gegenüber dem Gericht, noch heute zeugt das preußische Wappen über dem Haupteingang von der preußischen Ära. Ebenso kam es zur Umzeichnung einiger Straßennamen, so wurde beispielsweise der Neumarkt in Wilhelmsplatz, die Sommerstraße in Moltkestraße und die Klosterstraße in Bismarckstraße umbenannt. Jedoch erweiterte sich das Stadtbild nicht nur durch zivile, sondern auch militärische Bauten. Der schon erwähnten „Jägerkaserne“ in der Altstadt folgte 1896 ein modernerer Bau, die „Neue Kaserne“ (seit 1938 „Courbière-Kaserne“) an der Trotzendorfstraße (heute: Armii Krajowej in Zgorzelec) in der Oststadt. Bis 1936 folgten noch zwei weitere Kasernenkomplexe: die „Kleist-Kaserne“ (1935) an der Kleiststraße (heute: Bohaterów II Armii Wojska Polskiego in Zgorzelec) ebenfalls in der Oststadt und die „Winterfeldt-Kaserne“ in Moys an der Elsa-Brandström-Straße (heute: Elizy Orzeszkowej in Zgorzelec-Ujazd).

### Industrialisierung

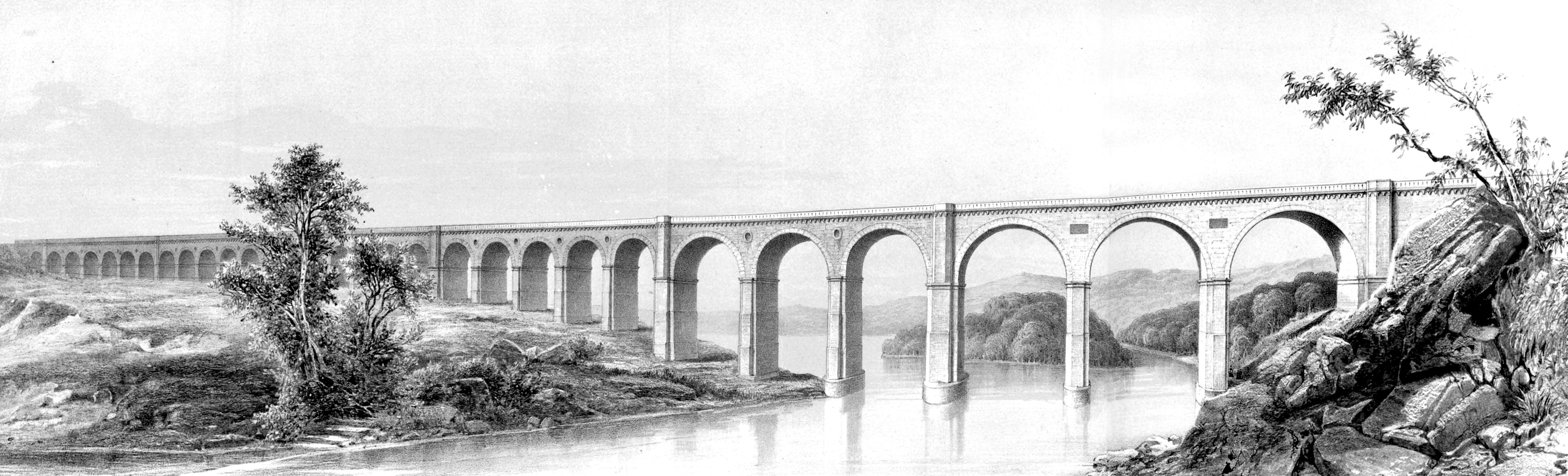
Neißeviadukt in Görlitz

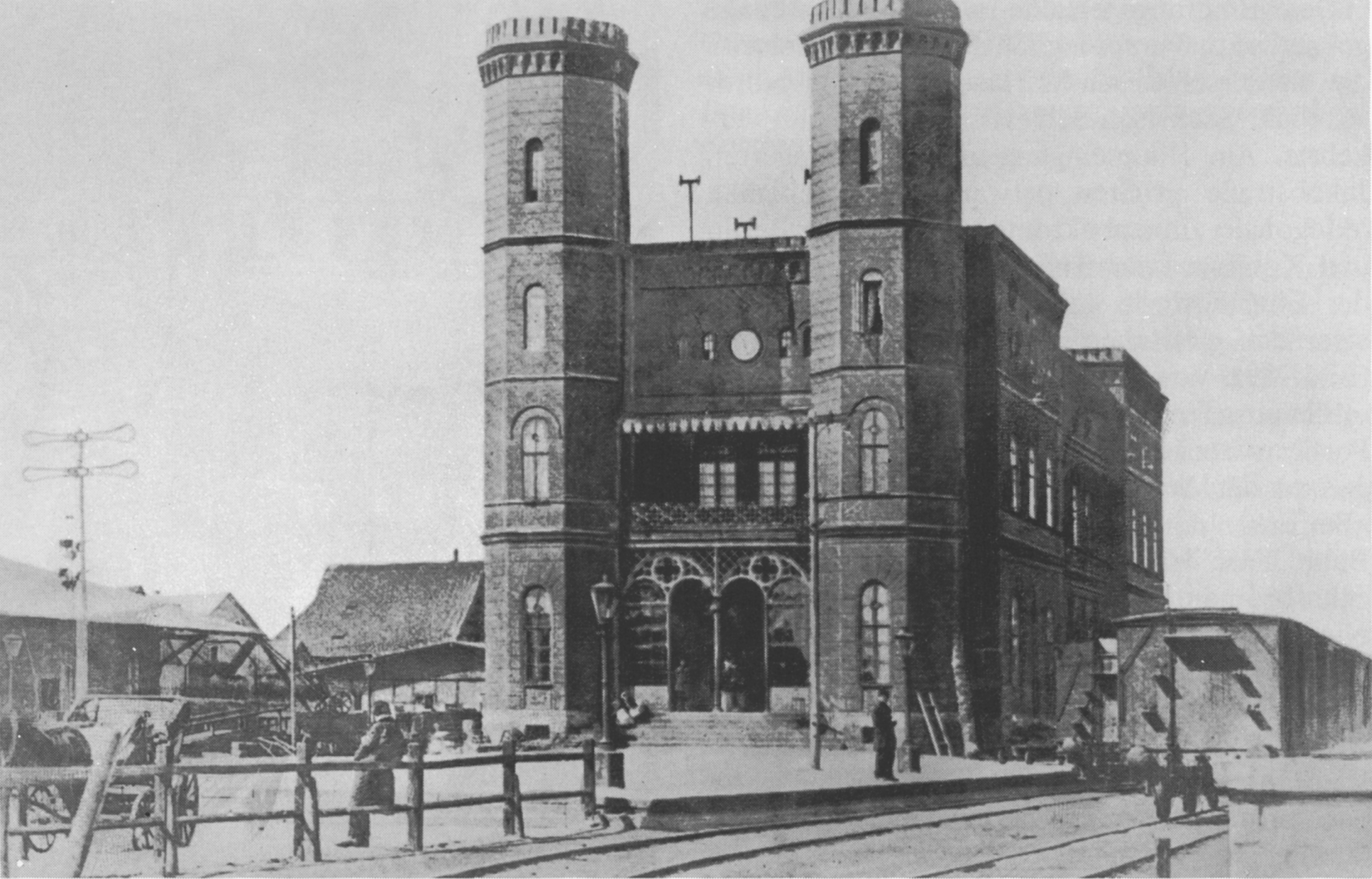
Erstes Bahnhofsgebäude in Görlitz, hier um 1860

Die Industrialisierung verlief zunächst zögerlich und basierte auf vorindustriellen Antriebstechniken. Die Tuchfabrik Bauer wurde 1816 gegründet sowie weitere Industriebetriebe, zunächst im Bereich der Neiße, wegen des dort möglichen Wasserantriebes. 1837 nahm jedoch die erste Dampfmaschine in Görlitz ihren Betrieb in der Tuchfabrik Bergmann und Krause auf. Der Waggonbau, der noch heute zu den größten Industriebetrieben der Stadt zählt, wurde 1828 von Christoph Lüders begründet.
Doch es bestand eine gewisse Konkurrenz zwischen den Transportsystemen. So wurde auf der Landeskrone 1844 der Zick-Zack-Weg angelegt und eine Gaststätte errichtet. Eine Fahrstraße zum Gipfel wurde 1859 angelegt. Die Gebäude in der Siedlung erhielten 1913 eine Gasversorgung und eine Wasserleitung.
Mit der Fertigstellung der Bahnstrecke Dresden–Görlitz, der Weiterführung auf preußischen Gebiet nach Breslau über das Neißeviadukt und der Eröffnung des Bahnhofs erhielt Görlitz Anschluss an das preußische und sächsische Eisenbahnnetz. Es folgten 1865 die Eröffnung der Schlesischen Gebirgsbahn, 1867 die Berlin-Görlitzer Eisenbahn und acht Jahre später die Görlitz-Reichenberger Eisenbahn (heute Liberec). Die Eisenbahnstrecke nach Buchholz (Krischa/Tretta) folgte erst am 31. Mai 1905. Innerhalb der Stadt dominierte das Pferd als Antriebsmittel. 1882 entstanden die ersten beiden Linien der Pferdebahn. Ihre Endstation war der Bahnhofsvorplatz. Am 1. Dezember 1897 erhielt die Stadt eine elektrische Straßenbahn, die die Pferdebahn ablöste. Diese befuhr die Linien I (Untermarkt-Schützenhaus), II (Ringbahn), III (Rauschwalder Straße – Moys), IV (Postplatz-Landeskrone).
Am 1. August 1889 wurde schließlich das Hauptpost- und Telegraphenamt eingeweiht. 1897 wurde die städtische Berufsfeuerwehr ins Leben gerufen. Das erste Elektrizitätswerk in Görlitz nahm 1886 seinen Betrieb auf, und am 15. August 1886 wurde der örtliche Fernsprechverkehr eröffnet. Am 6. Juli 1910 wurde die erste elektrische Straßenbeleuchtung eingerichtet.
Weitere Industriebetriebe siedelten sich an. 1869 wurde die Landskronbrauerei gegründet. Am 1. Dezember 1880 wurde der Görlitzer Schlachthof eröffnet. Vom 14. Mai bis 27. September 1885 fand die Industrie- und Gewerbeausstellung in Görlitz zwischen Landeskronstraße und Krölstraße auf dem damaligen Dresdener Platz, dem heutigen Lutherplatz, statt. Die Ausstellung umfasste 25.000 m² Ausstellungsfläche und bot Platz für 1.424 Aussteller.
1888 entstand die Maschinenfabrik Roscher, die 1897 an die Straße nach Rauschwalde verlegt wurde.
1898 begannen die Bauarbeiten an der Straßburg-Passage, welche zehn Jahre andauerten.
Die Schokoladen- und Süßwarenfabrik Mattke & Sydow wurde am 1. April 1894 auf der Mittelstraße 6 gegründet. Anfänglich wurde mit einem Personal von 15 Arbeitern wurde eine Bonbonkocherei betrieben. Die Firma expandierte, und Im März 1899 wurden die neuen Fabrikgebäude in der Pomologischen Gartenstraße bezogen.
Zwei Jahre später wurde die Firma Hugo Meyer zur Herstellung von Kameralinsen gegründet, welche 1902 auf die Biesnitzer Straße umsiedelte.

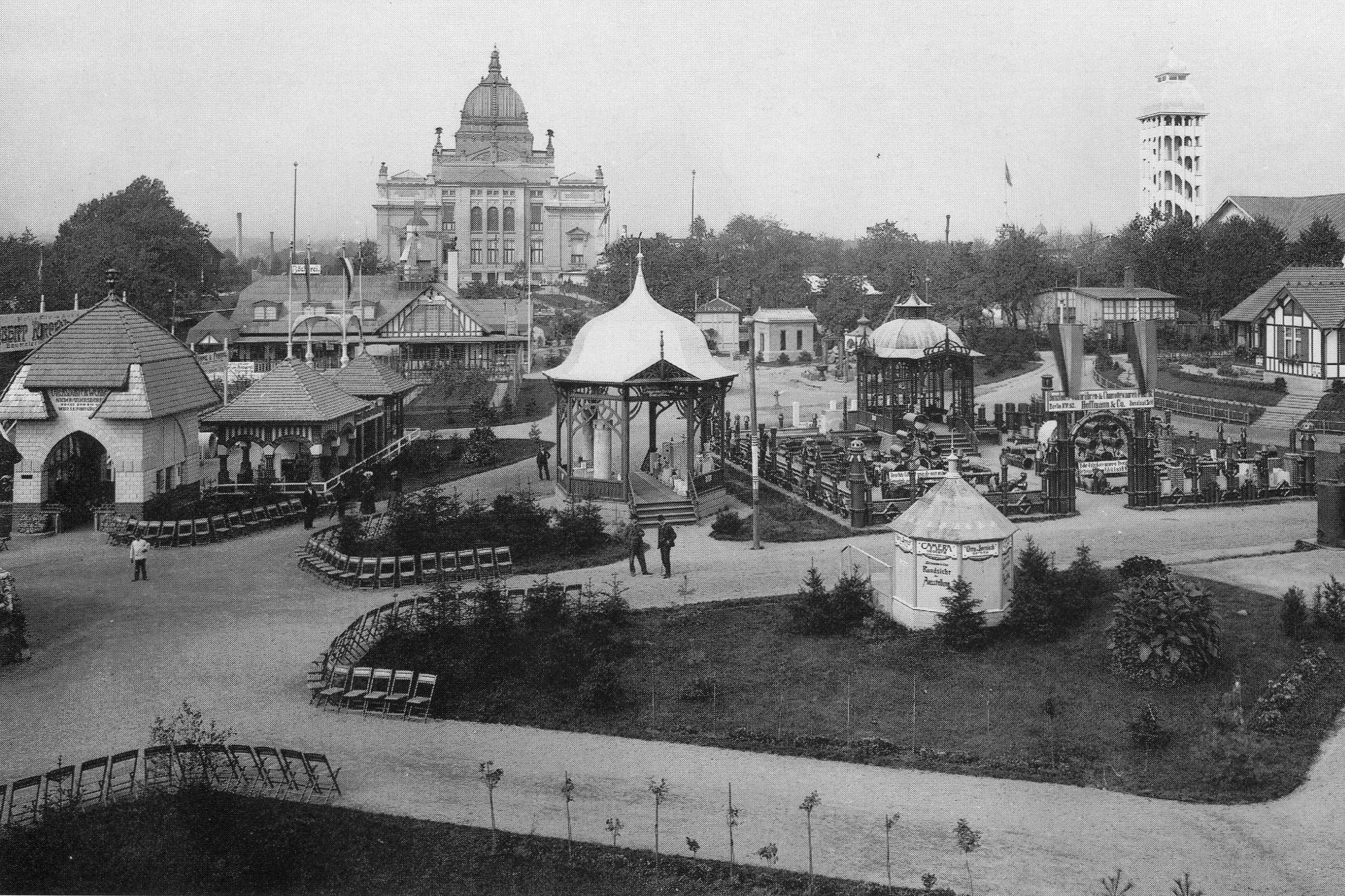
Blick über das Gelände der Niederschlesischen Gewerbeausstellung 1905

Die Niederschlesische Gewerbeausstellung, rund um die 1902 neu eingeweihte Oberlausitzer Ruhmeshalle, fand auf circa 163.900 m² Ausstellungsfläche statt. 11.400 Aussteller präsentierten den rund 1,5 Millionen Besuchern ihre Exponate.
Am 22. März 1906 gegründet sich der Görlitzer Verkehrsverein, der versuchte, den aufstrebenden Tourismus zu nutzen.
Um dem Bedarf nach privater Finanzierung nachzukommen, eröffnete bereits 1851 die erste städtische Sparkasse. Am 13. August 1887 gründete sich, in der Gaststätte „Goldener Löwe“, der Görlitzer Konsum-Verein.

### Aufstrebende Kultur und Wissenschaft
Die Naturforschende Gesellschaft wurde 1823, auf der Grundlage der bereits 1811 gegründeten Ornithologischen Gesellschaft, ins Leben gerufen. Kölbing erstellte 1824 eine erste Liste der Pflanzen der Landeskrone. 1827 erschienen erstmals die „Abhandlungen der Naturforschenden Gesellschaft zu Görlitz“. 1858 legte die Naturforschende Gesellschaft zu Görlitz den Grundstein für einen Museumsneubau am Marienplatz. Das Gebäude wurde am 26. Oktober 1860 eröffnet. Im Jahr 1859 wurden die Fundamente der alten Burg freigelegt. 1888 gründete sich die Gesellschaft für „Anthropologie und Urgeschichte der Oberlausitz“.
Am Fischmarkt wurde 1838 die Mädchen-Bürgerschule eröffnet. Auf der Landeskrone fand 1850 das Oberlausitzer Sängerfest statt. 1851 wurde das Stadttheater mit Schillers „Don Carlos“ eröffnet. Im Jahre 1861 fand auf der Landeskrone das Fest der Oberlausitzer Turnvereine statt. Am 1. November 1873 Jahres gründete sich der Verein der Musikfreunde. Die „Schlesischen Musikfestspiele“ wurden 1876 durch Graf Bolko von Hochberg ins Leben gerufen. Am 27. Oktober 1910 wurde die Stadthalle Veranstaltungsort der Musikfestspiele.
1907 öffnete die Stadtbibliothek auf der Jochmannstraße. 1911 hielt ein neues Medium Einzug – das Kino. Aus dem Wilhelmtheater wurde das Union-Theater, welches fortan Lichtspiele und Varieté aufführte.

## Weimarer Republik und Zeit des Nationalsozialismus
Im Jahr 1921 wurde der von Johann Christoph Lüders gegründete Waggonbau zur WUMAG (Waggonbau und Maschinenbau-Aktiengesellschaft). Der erste Doppelstockwagen wurde 1936 von der WUMAG gebaut. Der Flugplatz wurde 1925 eröffnet. Dieser konnte allerdings nur von kleinen Flugzeugen angeflogen werden.

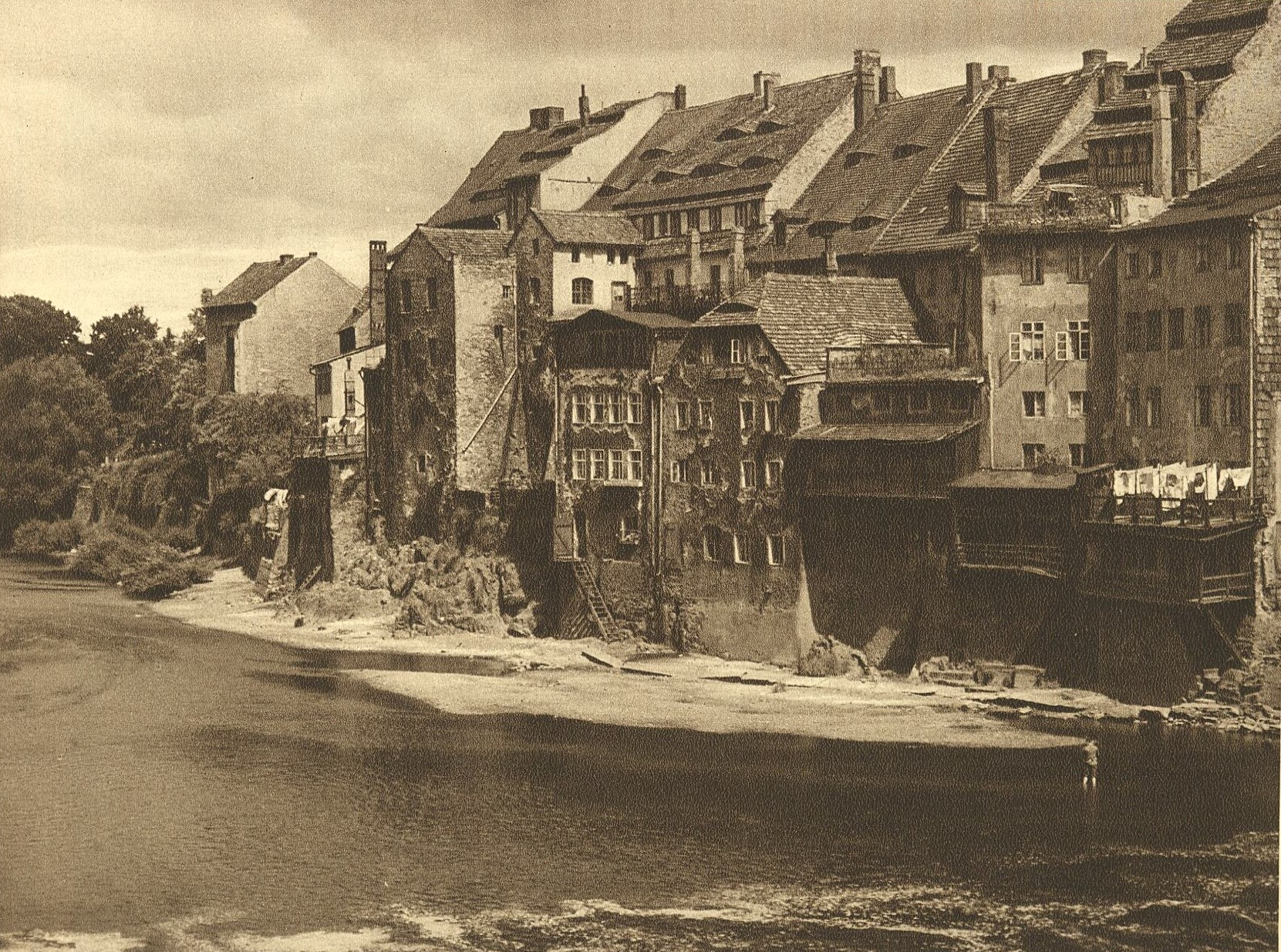
Kurt Hielscher: "Alt-Görlitz", 1924

Görlitz vergrößerte sich und gemeindete 1925 den Vorort Rauschwalde und 1929 den Ort Moys ein. 1927 löste Georg Wiesner den bisherigen Oberbürgermeister Georg Snay ab und bekleidete dieses Amt bis 1931. Ihm folgte Wilhelm Duhmer, der im Dezember 1933 seine vorzeitige Versetzung in den Ruhestand beantragte, da ihm die nationalsozialistische Diktatur zusetzte. Ihm folgten eine Reihe nationalsozialistischer Oberbürgermeister bis zum Kriegsende.
Nach der Machtübernahme durch die NSDAP ließ sich die 118. SA-Brigade in der Stadt nieder. Aufgrund der freiwilligen Niederlegung seines Amtes als Oberbürgermeister wurde Wilhelm Duhmer am 18. Mai 1934 vom NSDAP-Ortsgruppengründer Konrad Jenzen abgelöst. Am 30. Juni 1935 wurde die „Frontkämpfersiedlung“ auf dem Rabenberg eingeweiht. Die neu errichtete Kaserne auf der Hermsdorfer Straße vereidigte am 7. November ihre ersten Rekruten. Nach einigen Umstrukturierungen der hier stationierten Einheiten entstand 1936 in Görlitz das Infanterie-Regiment 30.
Der Maler, Schriftsteller und Kupferstecher Johannes Wüsten (KPD) musste in die Tschechische Republik emigrieren, später nach Frankreich. 1940 verhaftete ihn die Gestapo in Paris. Wüsten starb 1943 im Zuchthaus Brandenburg-Görden.
Als die Nürnberger Gesetze am 15. September 1935 verabschiedet wurden, verstärkte sich auch in Görlitz die Verfolgung und Diskriminierung. Viele Juden verließen die Stadt. Kurz darauf begann das Görlitzer Standesamt alle Juden und „Mischlinge“ zu erfassen und die neue Behörde des Gesundheitsamtes „Erb- und Rassenpflege“ nahm ihre Tätigkeit auf. Die Gemeinde Posottendorf-Leschwitz wurde in Weinhübel umbenannt, aus Nickrisch wurde Hagenwerder. Die slawischen Orts- und auch Straßennamen sollten auf diese Weise getilgt werden.
1937 wurde der gesamte Bahnhofsvorplatz umgestaltet und die Gestapo verhaftete in den Monaten von April bis Juni rund einhundert Mitglieder der antifaschistischen Widerstandsgruppe „Peter“. Auf diese Verhaftungen folgten Hochverratsprozesse in Berlin, Görlitz und Breslau. Der „Antikominternzug“ machte Halt in Görlitz und tausende seiner Bewohner besuchten auf dem Obermarkt die Wanderausstellung zum Thema „Weltfeind Nr. 1 – Der Bolschewismus“. Am 8. Juli nahm der Görlitzer Radiosender im Ständehaus seinen Betrieb auf. Eine Nebenstelle befand sich in Reichenbach.
Währenddessen pflegte das Regime seine Vorstellung von der Geschichte. Ein „Goldenes Buch“ wurde 1936 angelegt, auf dem Untermarkt begannen 1938 umfangreiche Sanierungs- und Restaurierungsarbeiten, wie z. B. das Straßenpflaster, Bogengänge und Fassaden der Laubengänge. Am 12. März fand eine Freudenkundgebung auf dem Friedrichsplatz anlässlich der Annexion Österreichs statt. Im April wurde die Siedlung Klingewalde fertiggestellt, die Platz für 28 Familien bot. Am 1. Juni kam es zur Übergabe des neu gestalteten „Großen Sitzungssaales“ im Rathaus. Auf dem Monumentalgemälde des Görlitzer Malers Arno Henschels fehlte bezeichnenderweise die Synagoge.
Am 19. Juni erfolgte die Einweihung des am Ständehaus errichteten Denkmals für die im Ersten Weltkrieg gefallenen Soldaten der ehemaligen Görlitzer Garnison. Ab 8. Oktober war das Infanterie-Regiment 30 an der Besetzung der Tschechischen Republik im Sudetengebiet, Braunauer Ländchen, beteiligt. In der Reichspogromnacht am 9. November kam es zur Verwüstung jüdischer Geschäfte und schrecklichen Übergriffen auf die jüdischen Mitbürger. Görlitzer Juden wurden in Konzentrationslager verschleppt. Die „Arisierung“, die widerrechtliche Enteignung und Übertragung jüdischen Eigentums, begann. Der Versuch die Synagoge anzuzünden, konnte durch den Löscheinsatz der Feuerwehr vereitelt werden. So blieb sie bis heute Mahnmal jenes dunklen Kapitels der Stadtgeschichte.
Auf dem Obermarkt entstand 1939 rund um den Platz eine Verkehrsstraße. Elektrische Laternen wurden installiert, der Kunstbrunnen zwischen Schwibbogen und dem Turm der Dreifaltigkeitskirche aufgestellt. Auch der Wilhelmsplatz wurde umgestaltet.
Im Februar fand eine Kulturwoche des gesamten schlesischen Gebietes statt.
Bei der Volkszählung am 17. Mai wurden 93.669 Einwohner erfasst. Zu ihnen zählten noch 136 so genannte Glaubensjuden. Die Volkszählung diente auch der organisatorischen Vorbereitung ihrer Deportation.

## Görlitz im Zweiten Weltkrieg
Mit dem Überfall auf Polen begann am 1. September 1939 der Zweite Weltkrieg. Das Infanterie-Regiment 30 Görlitz/Lauban nahm von Beginn an am Krieg teil. Doch schon im Vorfeld des Krieges beteiligte es sich am Einmarsch in das Sudetenland nach dem Münchner Abkommen. Es überschritt am 8. Oktober 1938 in Tuntschendorf die bisherige Grenze zur Tschechoslowakei, kehrte jedoch schon am 21. Oktober 1938 nach Görlitz zurück. Während des 2. Weltkrieges wurde es in Polen, Belgien, Frankreich und der Sowjetunion eingesetzt. Am 2. Mai 1945 ging es bei den Kämpfen um Berlin unter. 2800 kamen bei Kämpfen ums Leben, 1185 blieben verschollen, 765 wurden so schwer verletzt, dass sie daran ebenfalls verstarben.
Am 7. September 1939 trafen die ersten ca. 1800 polnischen Kriegsgefangenen in Görlitz ein. Sie hatten zuerst ein Durchgangslager an der Leopoldshainer Chaussee in Görlitz-Moys (heute Ujazd) zu errichten, in dem im weiteren Verlauf bis zu 8000 Kriegsgefangene interniert wurden. Im Oktober wurde das 30 ha große Gelände zum Stammlager (Stalag) VIII-A und war bereits Mitte 1940, als die ersten von 40000 französischen und 8000 belgischen Kriegsgefangenen eintrafen, mit 15000 polnischen Kriegsgefangenen voll belegt. Zeitweise waren auch 20000 sowjetische, 2500 britische, 6000 italienische und 1800 amerikanische Kriegsgefangene interniert. Anfang 1945 waren 16668 Sowjets, 14960 Franzosen, 4085 Belgier, 1748 Slowaken, 1641 Italiener, 1576 Jugoslawen und 37 Polen von der Wehrmacht im Lager registriert.
In Biesnitz wurde 1944 das KZ-Außenlager Görlitz errichtet. Bereits seit 1943 waren auf Grund von Arbeitermangel jüdische Häftlinge und Kriegsgefangene des Stalag VIII-A zur Zwangsarbeit herangezogen worden. Allein in der WUMAG waren 1943 fast 50 % der Belegschaft Zwangsarbeiter. Insgesamt wurden bei Görlitzer Unternehmen am 1. Oktober 1944 6.751 Zwangsarbeiter gezählt.
Am 31. Mai 1940 wurde die Ausstellung von Otto Engelhardt-Kyffhäuser „Der große Treck“ im Ständehaus eröffnet. Thematisch widmete sie sich der Umsiedlung der Galiziendeutschen aus Wolhynien. Der Maler erwarb sich vor 1933 einen hervorragenden Ruf als Landschaftsmaler, Porträtist und Zeichner. Im nationalsozialistischen Deutschland diente er sich unter anderem mit erwähnter Ausstellung und der späteren Ausstellung '„Mit Mann und Roß und Wagen …“ an.
Am 14. August fielen die ersten englischen Fliegerbomben auf Görlitz. Sie trafen das Werksgelände der WUMAG und forderten zwei Tote und 20 Verletzte. Ab Dezember wurden 299 Kinder aus gefährdeten Gebieten in Görlitz untergebracht.
Im Januar und Februar 1941 sollten 67 Dienstappelle und Mitgliederversammlungen der NSDAP sowie 12 Großveranstaltungen die Kriegsmoral der Görlitzer erhalten und stärken.
Am 15. Januar kam es zur Uraufführung von Olivier Messiaens Quatuor pour la fin du temps im Stalag VIII-A. Messian war hier in den Jahren 1940/41 interniert.
Ab dem 1. September mussten auch die Görlitzer Juden den gelben Davidstern mit dem schwarzen Aufdruck „Jude“ tragen. Die Auswanderung aus Deutschland war ihnen ab dem 1. Oktober verboten. Im Dezember erfolgte die Deportation der letzten Görlitzer Juden in das Zwangsarbeitslager Tormersdorf bei Rothenburg. In den Jahren 1942/43 wurden sie in das KZ Theresienstadt sowie in die Vernichtungslager Majdanek und Auschwitz-Birkenau gebracht.
Am 17. September kamen bei einem Großbrand in der WUMAG, Abteilung Waggonbau, in der Brunnenstraße 19 Beschäftigte zu Tode.
Im Juli 1942 wurden die meisten Denkmäler und Glocken abmontiert und als Rüstungsschrott auf den Güterbahnhof gebracht. Ab September evakuierte man die Bestände des Ratsarchivs, der Städtischen Kunstsammlungen, des Ständearchivs, des Archivs und der Bibliothek der Oberlausitzischen Gesellschaft der Wissenschaften sowie kirchliches Eigentum in Rittergüter meist ostwärts der Neiße (z. B. in das Stift Joachimstein in Radmeritz). Teile der Bestände sind bis heute vermisst, andere befinden sich im Fundus der Universität Breslau.
Am 29. September wurde im Stadttheater das Stück Iphigenie von Delphi in Gegenwart des Nobelpreisträgers und Dichters Gerhart Hauptmann anlässlich seines 80. Geburtstages aufgeführt.
Nach der Proklamierung des „totalen Krieges“ durch Reichspropagandaminister Joseph Goebbels wurden alle Ressourcen für den Krieg eingesetzt. Der Krieg selbst wurde auch im Stadtbild immer präsenter. Am 3. September wurden Schüler des Gymnasiums und der Schlageterschule, heutiges Berufsschulzentrum, als Flakhelfer nach Berlin und Dessau einberufen. Zugleich begann der Bau von Splitterschutzgräben auf dem Elisabethplatz, Nikolaigraben und dem Sechsstädteplatz. Im Dezember wurden Löschwasserteiche auf dem Demianiplatz und dem Sechsstädteplatz fertiggestellt.
Görlitz stand unter dem Decknamen Nautilus neben 91 weiteren Städten auf der Zielliste des britischen Bomber Command und war als besonders brennbar sowie kriegswirtschaftlich nicht unbedeutend eingestuft. Am 31. März 1944 überflog eine Mosquito der 544. Foto-Aufklärungsstaffel die Stadt und fotografierte die brennbaren Stadtteile. Warum die Stadt jedoch von einer Bombardierung verschont blieb, ist ungeklärt.
Am 14. August wurde das Stadttheater geschlossen. Die Künstler begaben sich zum „Kriegseinsatz an der Heimatfront“. Die Volkssturmlisten erfassten im Oktober alle nicht in die Wehrmacht einberufenen Männer im Alter zwischen 16 und 60 Jahren. Im Dezember trafen die ersten Flüchtlingstrecks mit Siebenbürger Sachsen und „Volksdeutschen“ aus dem Banat (Rumänien) ein.
1945 durchzogen Flüchtlingsströme aus Schlesien, die teilweise in Not- und Privatquartieren untergebracht wurden, die Stadt. Im Februar war Görlitz Ziel der im Rahmen der Niederschlesischen Operation vorrückenden Verbände der Roten Armee, die jedoch am 17. Februar wenige Kilometer vor der Stadt abgewiesen und Anfang April in der Schlacht um Lauban um einige Kilometer zurückgedrängt wurden. Erst am 18. Februar erging der Befehl zur Räumung der Stadt. Von ehemals fast 100.000 Einwohnern blieben knapp 30.000 übrig. Bombenabwürfe und Bordwaffenbeschuss durch sowjetische Tiefflieger forderten mehrere Tote. Am 8. März sprach Joseph Goebbels in der Stadthalle um den geringfügigen Bodengewinn bei Lauban, wo er am Folgetag sprach, propagandistisch auszunutzen. Am 30. März wurde Görlitz zur Festung erklärt. Die Bevölkerung fürchtete die Zerstörung ihrer Stadt noch in den letzten Kriegstagen, allerdings erfolgte der Vorstoß der 1. Ukrainischen Front gegen Torgau nördlich an Görlitz vorbei hauptsächlich über Niesky und Spremberg. Ein Nebenstoß der 2. Polnischen Armee in den Rücken des Görlitzer Frontabschnittes wurde am 19. April bei Kodersdorf abgewehrt, so dass Görlitz bis zur Kapitulation in der Hand der Wehrmacht blieb. Ab dem 6. Mai lag Görlitz unter sporadischem sowjetischem Artilleriebeschuss. Oberbürgermeister Hans Meinshausen sowie Funktionäre und Aktivisten der NSDAP flohen am nächsten Tag. Die Sprengung des Rathauses und der Görlitzer Türme konnte verhindert werden. Sämtliche Neißebrücken wurden jedoch von den abrückenden Wehrmachtseinheiten gesprengt.

## Görlitz seit 1945

### Nachkriegszeit
Nach der Befreiung vom NS-Regime zählte Görlitz zur sowjetischen Besatzungszone. Viele Menschen aus dem Sudetenland oder aus Schlesien suchten nach der Vertreibung Zuflucht in der Stadt. Da Görlitz diesen Menschenmassen nicht gewachsen war, brach eine Hungersnot aus.
Am 10. Mai 1945 berief der sowjetische Stadtkommandant Gardeoberst Nesterow einen Magistrat unter Oberbürgermeister Alfred Fehler, der jedoch bereits am 13. August an den Folgen des Hungertyphus starb. Auf Anordnung Nesterows organisierte die Stadtverwaltung am 20. Mai ein Kinderfest im Stadthallengarten. Am 2. Juni nahm die Straßenbahn wieder ihren Betrieb auf.
Die erste Ausgabe der Zeitung „Bekanntmachung für Görlitz-Stadt und -Land“ erschien am 7. Juni und drei Tage später, am 10. Juni, öffnete das Stadttheater wieder seine Pforten. Die Stadt gab ab dem 13. Juni eigene Briefmarken heraus. Am 9. Juli wurden Görlitz und der Westteil des ehemaligen Regierungsbezirkes Liegnitz in das Land Sachsen eingegliedert. Am 28. August erklärte die Landesverwaltung Sachsen den Stadt- und Landkreis Görlitz zum Notstandsgebiet. Allein im August starben 945 Menschen, besonders Kinder und Alte.
Am 21. Juni begann die Vertreibung der deutschen Bevölkerung aus dem östlichen Teil der Stadt (Zgorzelec). Die Stadtverwaltung beschloss, dass sie nicht als Vertriebene, sondern weiter als Görlitzer zu behandeln seien.
Im Juni und Juli bildeten sich Ortsgruppen der KPD, SPD, DDP, LDP und der CDU.
Vom 15. August bis zum 7. Dezember amtierte Walter Oehme als Oberbürgermeister.
Am 30. Oktober wurden auf Befehl der sowjetischen Militäradministration in Görlitz 38 Betriebe beschlagnahmt unter der Begründung, sie würden Nazi- und Kriegsverbrechern gehören.
Am 1. Dezember erfolgte die Umbenennung von 27 Straßen und Plätzen wie z. B. Adolf-Hitler-Straße zu Berliner Straße. Neben dem Karl-Marx-Platz gab es noch weitere Benennungen von Straßenzügen nach kommunistischen und sozialistischen Persönlichkeiten sowie Widerstandskämpfern gegen das NS-Regime. Neben der Friedrich-Engels-Straße und der Rosa-Luxemburg-Straße findet man auch heute noch eine Karl-Marx-Straße. Auch den Geschwistern Scholl ist in Form einer Straße ein Denkmal gesetzt. Am 14. November erhielt das Stadttheater den Namen Gerhart Hauptmanns.
Vom 24. bis 31. März 1946 fand die Görlitzer Kulturwoche statt. Am 31. März erfolgte die Zwangsvereinigung der Ortsgruppen von SPD und KPD zur SED.
Am 1. Mai 1946 gab es die erste freie Maikundgebung auf dem Obermarkt seit 1932.
Bei den Gemeindewahlen am 1. September erhielt die SED 26 Sitze, die LDP 16 und die CDU 8 Sitze im Stadtparlament.

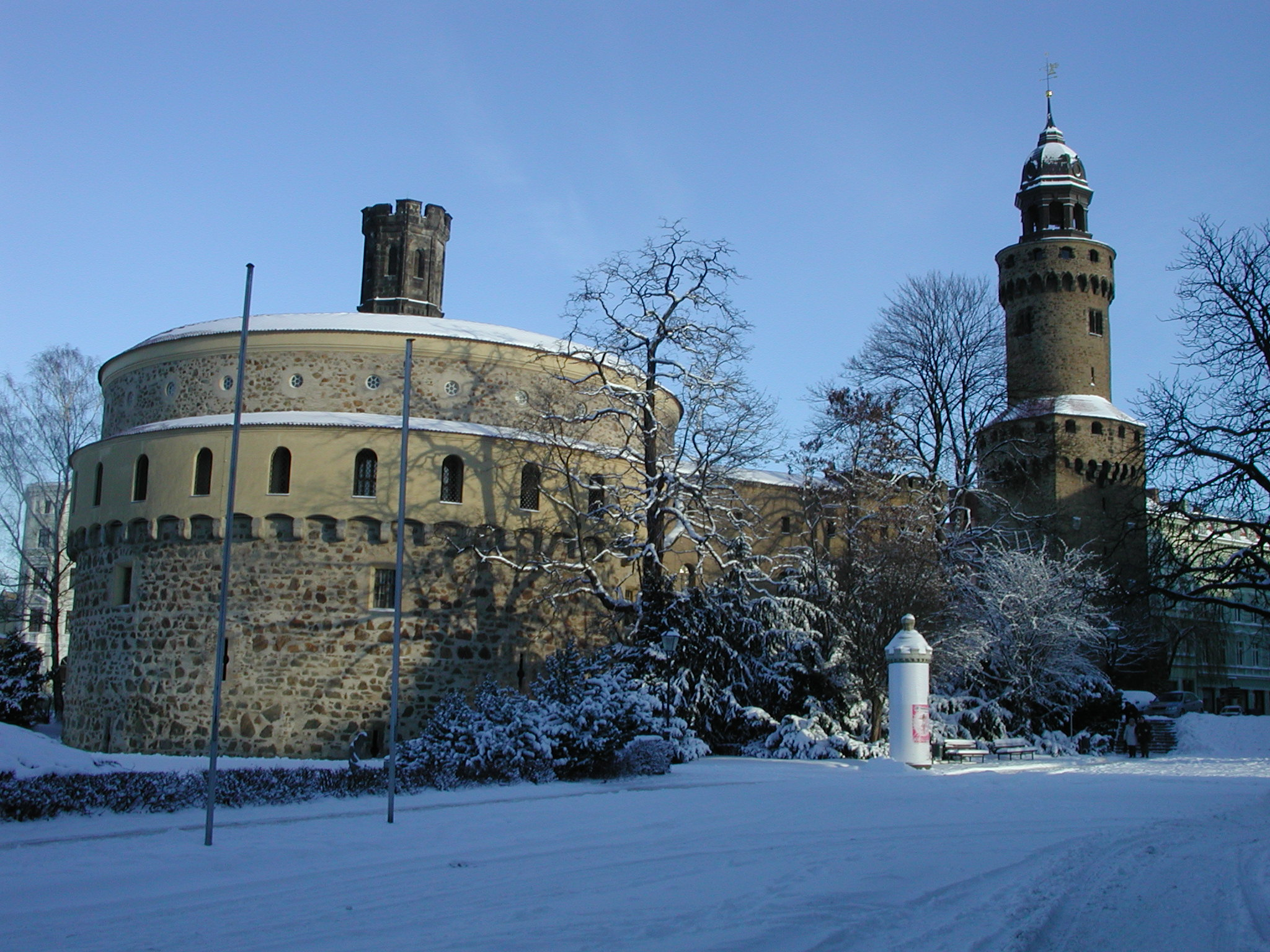
Der Kaisertrutz diente als Ausstellungsort für Kunst

Am 5. April konstituierte sich der Zweckverband Görlitz/Löbau zur Neuerschließung des Braunkohlenreviers Berzdorf-Tauchritz. Im September begannen die Arbeiten im neuen Volksbad am Weinberg. Viele Görlitzer waren an dessen Erbauung im Rahmen des Nationalen Aufbauwerkes (NAW) beteiligt.
Vom 4. bis 18. Juli beteiligten sich 209 Betriebe an einer Industrie- und Gewerbeausstellung. Am 29. Oktober erfolgte die Wiedereröffnung der Städtischen Kunstsammlung im Kaisertrutz.
Die Landkreise Görlitz und Weißwasser wurden im Januar 1947 zum Landkreis Weißwasser-Görlitz zusammengelegt, im Laufe des Jahres wechselte der Kreissitz von Weißwasser in die zentral gelegene Stadt Niesky. Die sowjetische Verwaltung übergab 1947 viele Görlitzer Großbetriebe, darunter auch den Waggonbau, in das Volkseigentum. Am 25. August wurde die Poliklinik am Konsulplatz 3 mit acht Fachabteilungen eröffnet.
Vom 23. Februar bis zum 6. März 1948 fand der Prozess gegen die Wachmannschaften des ehemaligen KZ Leschwitz, unter ihnen der Kommandant Ernst Krüger, im Humboldthaus statt. Der ehemalige Oberbürgermeister Dr. Meinshausen, und der letzte NSDAP-Kreisleiter, Dr. Malitz, wurden während des Prozesses in der Stadthalle vom 6. bis zum 22. April wegen Verbrechen gegen die Menschlichkeit zum Tode verurteilt. Am 12. September wurde anlässlich eines Gedenktages für die Opfer des Faschismus das Mahnmal auf dem Wilhelmsplatz, welcher damals Karl-Marx-Platz hieß, enthüllt.

### Görlitz in der DDR

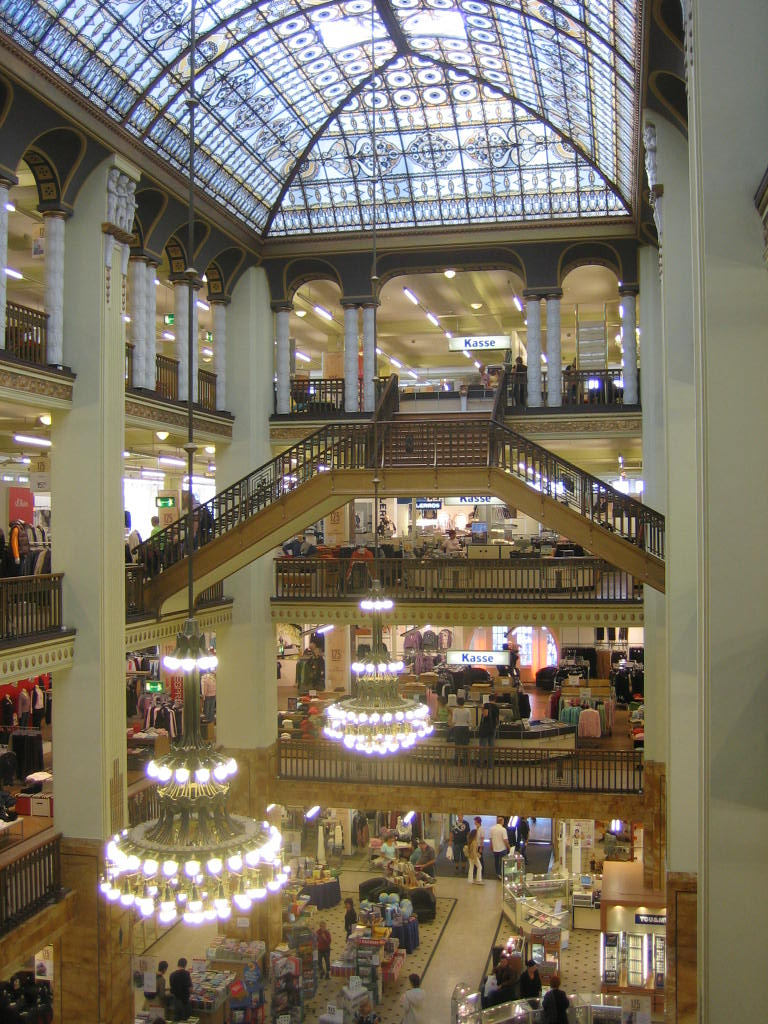
Das Kaufhaus Görlitz (2006), vormals ein HO-Warenhaus

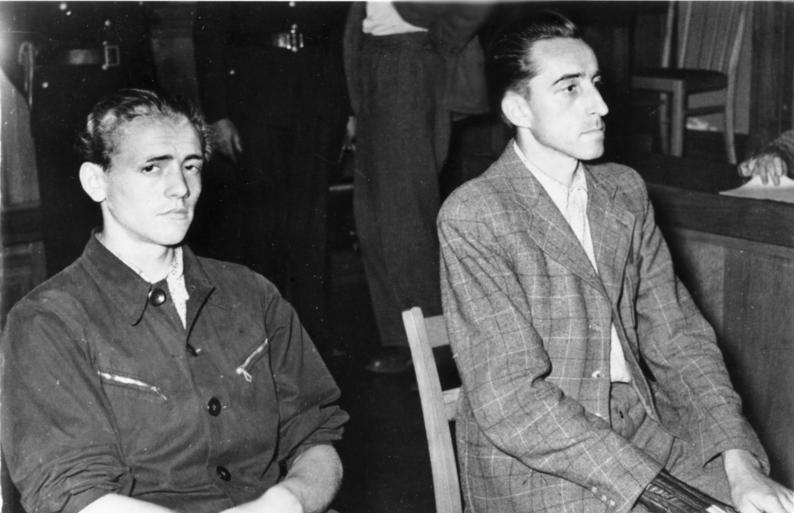
Die Angeklagten Egon Gericke (links), Körperverletzung und Landesfriedensbuch, ein Jahr und neun Monate Gefängnis; Werner Herbig, fünf Jahre Zuchthaus.

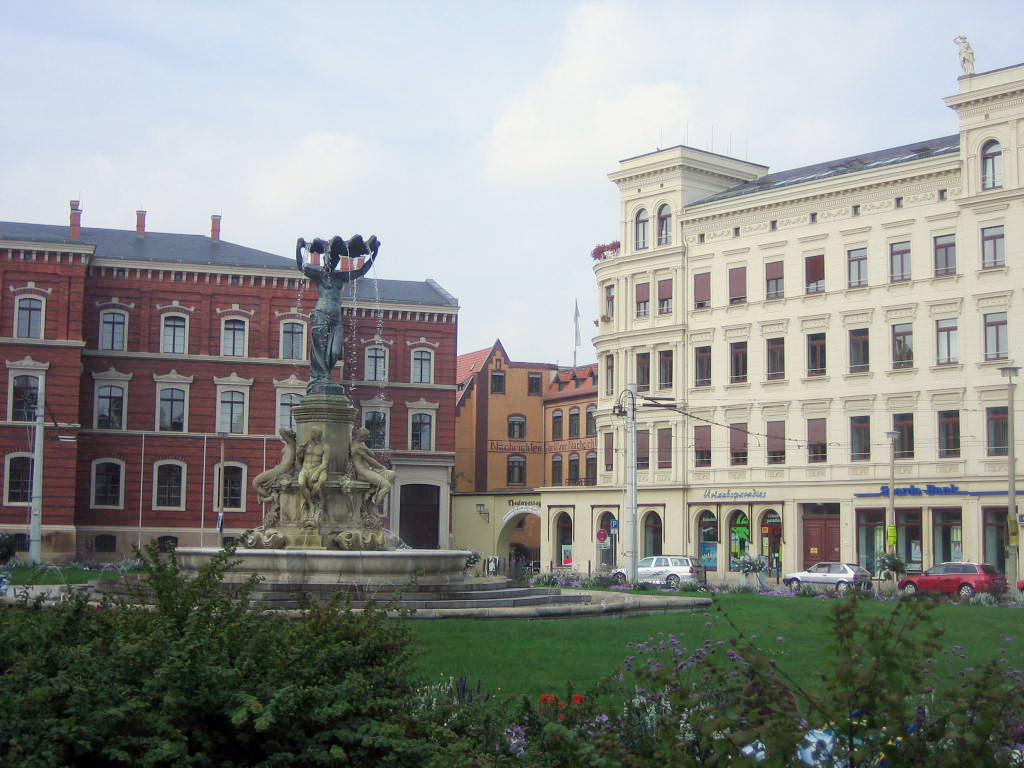
Muschelminnabrunnen auf dem Postplatz

Am 7. Oktober 1949, im Gründungsjahr der DDR, wurden Weinhübel und Klingewalde eingemeindet und die Stadt wuchs auf 101.742 Einwohner an. 1952 kam Biesnitz zum Stadtgebiet hinzu.
Die ersten D-Zug-Wagen für die Deutsche Reichsbahn wurden am 21. Januar im VEB Waggonbau Görlitz fertiggestellt. Das Naturkundemuseum am Marienplatz wurde am 22. April wiedereröffnet. Am 14. November übernahm die Stadtverwaltung die Verwaltungsaufgaben von der sowjetischen Kommandantur.
Am 23. Juni 1950 eröffnete das zu diesem Zeitpunkt größte HO-Warenhaus der DDR im ehemaligen Karstadt am Demianiplatz. Die Ministerpräsidenten der Deutschen Demokratischen Republik und der Volksrepublik Polen, Otto Grotewohl und Józef Cyrankiewicz, unterzeichneten am 6. Juli das Görlitzer Abkommen in der ehemaligen Oberlausitzer Ruhmeshalle in Zgorzelec. Darin wurde die Oder-Neiße-Grenze als Staatsgrenze zwischen beiden Ländern festgeschrieben.
Am 11. Oktober besuchte der Präsident der DDR, Wilhelm Pieck, Görlitz. Er sprach auf dem Obermarkt, dem damaligen Leninplatz, vor rund 50.000 Menschen. Die ersten Neubauwohnungen auf der Reichertstraße wurden am 19. Dezember übergeben.
Das Stadion der Freundschaft neben dem Volksbad wurde am 13. November 1951 eingeweiht. Am selben Tag erfolgte die Enthüllung des Ehrenmals auf dem Jüdischen Friedhof zur Erinnerung an die Opfer des KZ Biesnitzer Grund.
Am 28. Februar übergab der VEB Waggonbau Görlitz die ersten Doppelstockwagen an die Deutsche Reichsbahn. Bis 1984 produzierte der Betrieb etwa 4000 der auch im Ausland begehrten Waggons.
Die nachgestaltete Justitia auf der Rathaustreppe wurde am 30. April enthüllt. Das Original zählte zu den Auslagerungsverlusten.
Im Juli nahm der VEB Kondensatorenwerk auf der Uferstraße die Produktion auf. Am 23. Juli wurde Görlitz in den Bezirk Dresden eingegliedert.
Der 17. Juni 1953 und seine Folgen
Am 17. Juni 1953 kam es, wie in vielen anderen Städten der DDR, zu einem Aufstand. Anders als in anderen Städten war es in Görlitz gelungen, vorübergehend neue Machtorgane einzusetzen, die bereits mit der abgesetzten Stadtverwaltung Verhandlungen aufgenommen hatten. Bereits am frühen Vormittag protestierten Angestellte des VEB Waggonbau LOWA Görlitz. Den Streikenden schlossen sich auf ihrem Weg zum Leninplatz, dem heutigen Obermarkt, viele Beschäftigte anderer Betriebe an, genauso wie Hausfrauen, Rentner oder auch Oberschüler. Ziel war es, den Oberbürgermeister zur Rede zu stellen. Zur Mittagszeit folgte eine eineinhalbstündige Kundgebung, die durch ein überbetriebliches Streikkomitee organisiert wurde und an der über 30.000 Menschen teilnahmen. Diese gab letztendlich den Impuls zur Änderung der lokalen Machtstruktur.
Die Absetzung des Oberbürgermeisters wurde beschlossen und das Rathaus besetzt.
Auch die SED-Kreisleitung und das Gebäude der Staatssicherheit (MfS) wurden vom Volk in Beschlag genommen.
Insgesamt 417 politische Gefangene der Justizvollzugsanstalt auf dem Stalinplatz sowie des Gefängnisses auf dem Untermarkt wurden vom rebellierenden Volk freigelassen. Der Streik wurde fortgesetzt und eine unbewaffnete Bürgerwehr wurde ins Leben gerufen. Am Nachmittag sollte eine weitere Kundgebung stattfinden. Ein 20-köpfiges Komitee aus allen Bevölkerungsschichten wurde zusammengestellt, das die weiteren Maßnahmen zum Machtwechsel koordinierte und leitete.
Bis 14 Uhr waren neben dem Rathaus und der SED-Kreisleitung auch die FDJ-Kreisleitung, Lokale der Nationalen Front, die Gesellschaft für Deutsch-Sowjetische Freundschaft in Görlitz, der lokale Sitz des Demokratischen Frauenbunds Deutschlands, die Kreisregistrierstelle der Kasernierten Volkspolizei (KVP), das Kreisgericht, das HO-Warenhaus und die Redaktion der Sächsischen Zeitung besetzt. Symbole der bisherigen Regierung wie Büsten, Banner und Bilder, aber auch Akten wurden aus den Fenstern der Einrichtungen geworfen. Das Komitee rief die Bevölkerung immer wieder zur Gewaltlosigkeit auf. Um 14 Uhr wurde über den Bezirk Dresden und somit auch über Görlitz der Ausnahmezustand verhängt. Nach der Niederschlagung des Aufstandes durch Verstärkungen der KVP und des MfS wurden hunderte Demonstranten festgenommen. Der Chef der Görlitzer MfS-Kreisdienststelle, Johannes Niesner, wurde nach den Vorfällen seines Amtes enthoben. In den Prozessen nach dem 17. Juni wurden lange Haftstrafen gegen die „Rädelsführer“ ausgesprochen. Viele der Inhaftierten verließen nach dem Ende ihrer Haftstrafe die DDR und wanderten in die BRD ab.
1956 erhielt das städtische Krankenhaus den Status als Bezirkskrankenhaus. Bereits am 2. Juli überquerten die ersten Züge zwischen Polen und der DDR den aufgebauten Viadukt. Am 1. Oktober des Folgejahres wurde die Brücke der Freundschaft für den Kraftverkehr freigegeben. Ab 1. Januar 1972 wurde es möglich, ohne Pass und Visum zwischen Polen und der DDR zu reisen. Während dieser Zeit begannen die Einwohner von Görlitz und Zgorzelec erstmals Kontakte zu knüpfen. Acht Jahre später, 1980, schloss die DDR die Grenzen wieder aus Furcht vor der polnischen Solidarność-Bewegung.

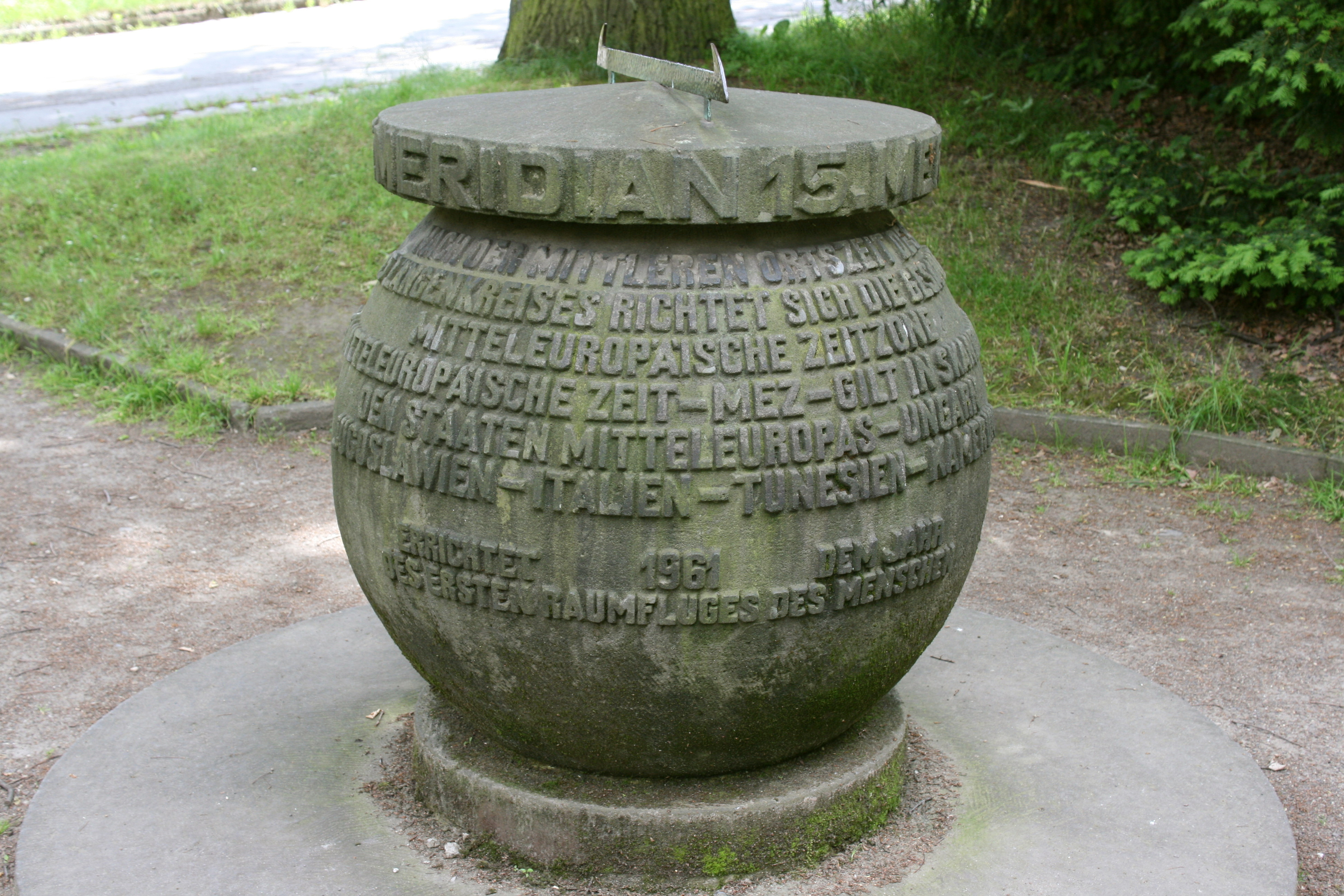
Meridianstein des 15. Längengrades

1961 wurde zur Erinnerung an den ersten bemannten Weltraumflug von Juri Gagarin nahe der Stadthalle der Meridianstein gesetzt. Dieser soll den Verlauf des 15. Längengrades durch Görlitz kennzeichnen. Neuere Messungen haben allerdings ergeben, dass der 15. Meridian 137 m östlich des Steins verläuft.
Zwischen 1961 und 1966 gab Polen den Großteil des während des Krieges ausgelagerten Archivgutes an das Ratsarchiv zurück. Vom 12. bis zum 20. Juni 1971 feierte Görlitz sein 900. Jubiläum. Amiens (Frankreich) und Molfetta (Italien) wurden Partnerstädte.
1975 begann die soziale Wohnraumförderung in Görlitz. Die ersten von 1.100 Wohnungsneubauten entstanden in Rauschwalde. In Königshufen wurde ein Jahr später der Grundstein für das größte Neubaugebiet gelegt. 1986 wurden 6.000 Wohnungen im Neubaugebiet Königshufen übergeben, das ein Jahr später an das Straßenbahnnetz angeschlossen wurde.
Bis zu den 1980er Jahren waren die alten Gebäude der Görlitzer Altstadt verfallen. Anstatt diese Gebäude zu renovieren, entschloss man sich, in neue Wohnprojekte zu investieren, wie die Plattenbausiedlungen in Königshufen und Weinhübel. So wuchsen die Randgebiete der Stadt rasch an, während die Innenstadt verkam. Am Ende der 1980er Jahre war die Bausubstanz der Alt- und Innenstadt so verfallen, dass Bohrlöcher in die Fassaden gesetzt wurden, um Sprengladungen anzubringen.
Durch die Wiedervereinigung wurde diese Absicht allerdings verworfen und es wurden großzügige Pläne zur Sanierung der Stadt beschlossen. Die hessische Landeshauptstadt Wiesbaden tätigte besonders viele Investitionen in ihre Partnerstadt Görlitz. Der damalige Oberbürgermeister Wiesbadens, Achim Exner, wurde auf Grund dieser Verdienste zum Ehrenbürger der Stadt Görlitz ernannt.

### Deutsche Wiedervereinigung und Gegenwart

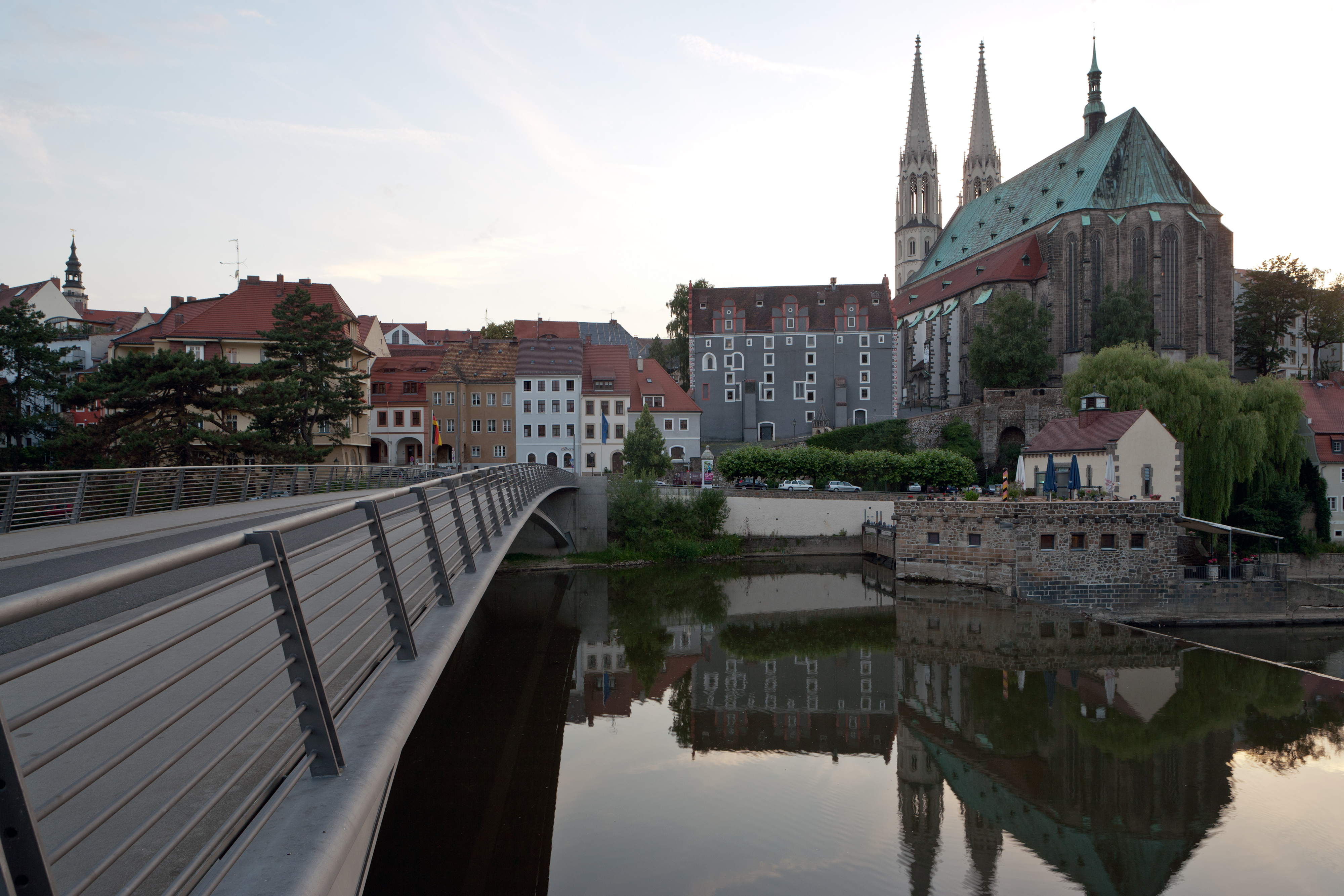
Die neue Altstadtbrücke zwischen Görlitz und Zgorzelec

Nachdem die DDR im Zuge der Wiedervereinigung der BRD beitrat, begannen Sanierungsarbeiten an der Alt- und Innenstadt, um aus Görlitz ein kulturelles Zentrum und eine Touristenstadt zu machen. Seit dieser Zeit wird auch die so genannte „Altstadtmillion“ auf das Konto der Stadt überwiesen. Der ehemalige Vorsitzende der Deutschen Stiftung Denkmalschutz, Gottfried Kiesow, bezeichnete Görlitz als „die schönste Stadt Deutschlands“. Mit der Sanierung der Altbauten begann man ebenfalls, die Blockbauten zurückzubauen.
Am 26. Februar 1993 erhielt das Gymnasium am Klosterplatz wieder seinen traditionsreichen Namen Gymnasium Augustum (Gorlicense). Vom 3. bis 5. September feierten 270.000 Besucher und 700 Vereine den Tag der Sachsen in Görlitz. Neben 1.300 Einzelveranstaltungen fand ein großer Festumzug statt.
1994 folgte die Eingliederung der Gemeinden Deutsch Ossig, Hagenwerder, Tauchritz und Schlauroth in die kreisfreie Stadt Görlitz.
Am 5. Mai 1998 proklamierten die Stadträte der deutschen Stadt Görlitz und der polnischen Nachbarstadt Zgorzelec die Europastadt. Als Zeichen der Zusammengehörigkeit wurde am 20. Oktober 2004 die an historischer Stelle wiedererrichtete Altstadtbrücke eingeweiht.
Bereits 2001 bewarben sich die Zwillingsstädte um den Titel der „Kulturhauptstadt Europas 2010“. In diesem Wettstreit unterlag man 2006 im Finale der Mitbewerberstadt Essen, die unter der Bezeichnung RUHR.2010 stellvertretend für das gesamte Ruhrgebiet angetreten war.
Im Rahmen der sächsischen Kreisreform wurden zum 1. August 2008 die kreisfreie Stadt Görlitz mit dem Niederschlesischen Oberlausitzkreis und dem Landkreis Löbau-Zittau zum Landkreis Görlitz vereinigt. Das Landratsamt bezog erst die Jägerkaserne und 2013 das fertiggestellte Landratsgebäude gegenüber dem Bahnhof.